# Tetsuya
tetsuya（テツヤ、1969年10月3日 - ）は、日本のミュージシャン、ベーシスト、シンガーソングライター。
ロックバンド・L'Arc〜en〜Cielのリーダー兼ベーシスト。前記バンドのトリビュート企画から始まったバンド、Like〜an〜Angelのベーシスト。元D'ARK〜EN〜CIEL、元P'UNK〜EN〜CIELのボーカリスト。なお、2009年11月までは、tetsuというアーティスト名義を使用していた。

## 概要
学生時代から様々なバンド活動を行っているが、本格的な活動は1991年にL'Arc〜en〜Cielを結成した頃から始まる。tetsuyaの演奏したベースが入ったスタジオ音源が発表されたのは、同バンドのオリジナルビデオ『L'Arc-en-Ciel』が初となる。L'Arc〜en〜Cielではメインコンポーザーの一人として、現在までにミリオンセラーを記録した「snow drop」の他、「Blurry Eyes」や「風にきえないで」「DIVE TO BLUE」「Pieces」「Driver's High」「finale」「STAY AWAY」「READY STEADY GO」「瞳の住人」「Link」「GOOD LUCK MY WAY」「Don't be Afraid」などの楽曲を作曲している。なお、tetsuyaは他のメンバーと比べ、L'Arc〜en〜Cielのフィジカルシングルの表題曲を一番多く作曲している。
2001年からは、新たなレーベル「SPROUSE」（読み：スプラウズ）を立ち上げ、TETSU69名義（現在はTETSUYA名義）でソロアーティストとしても活動している。ソロ名義の活動においてtetsuyaは、基本的にボーカルを務めており、楽曲によってはギター、ベース、キーボード、プログラミングを担当している。さらにこのソロワークスでは、バンドでの作曲活動と同様に、自身が好むメロディアスなポップ／ロックナンバーを制作・発表している。ちなみに、プロジェクトを開始した直後は、本職のベースを弾く想定はしておらず、シンセベースを採り入れ、いわゆるデジタルロックな楽曲の制作を目指していたという。なお、TETSUYAは現在までに、アルバム3作品、EP盤1作品、シングル12作品、映像作品5作品を発表している。余談だが、SPROUSEでは自身のソロ名義作品以外に、winnieやtae、Sepaなどのバンドの作品も発表されていた。
そして2005年には、自身が愛聴していたバンド、DEAD ENDでボーカリストを務めるMORRIEが始めたソロプロジェクト、Creature Creatureにサポートベーシストとして参加。2006年には、Creature Creature名義で発表されたアルバム『Light & Lust』に、自身がコンポーザーを務めた楽曲「パラダイス」「風の塔」を提供している。また、2023年にはLike〜an〜Angelという新たなバンドを始動している。
他には、相川七瀬やKEY（SHINee）、ピコ、楠木ともりに自身が作曲した楽曲を提供している。また、音楽活動以外には、2019年からファッションブランド「STEALTH STELL'A」（読み：ステルス ステラ）でクリエイティブディレクターを務めている。
マネジメントは、2006年4月に自身が設立したGRAVIS。現在の所属レーベルは、ユニバーサルミュージック内のEMI Records Japan。ソロ名義の公式ファンクラブは、2015年に設立した「CÉLUXE」（読み：セリュックス）。

## 来歴

### 生い立ち - 少年時代
1969年10月3日に滋賀県米原市内の病院にて生まれる。幼い頃から手先が器用で、F1レーサーを夢見ていた時期があったり、プラモデル屋をやってみたいと考えていた頃があったという。
そして小学校4〜5年生の頃に、音楽を意識的に聴くようになり、1970年代後半の歌謡曲の他に、一風堂やイエロー・マジック・オーケストラなどを好んで聴いていたという。後年tetsuyaは、小・中学生の頃を振り返り「当時はラジオをよく聴いてました。ラジオの深夜放送で洋楽を聴いたりして、すごく音楽を聴くようになったんですけど、自分で楽器をやろうとか、音楽をやろうとかは全然考えてなかったです」と述懐している。また、1980年代に登場したMTVもよく観ていたといい、デュラン・デュランやカジャグーグーが好きだったという。
さらにこの頃は、実家の向かいに住んでいる二つ上の先輩（愛称：コウちゃん）の家に、近所に住んでいた一つ上の幼馴染のkenと3人で放課後に集まり、ほぼ毎日レコードを聴いていたという。二つ上の先輩の家に集まって遊び始めた中学1年生の頃には、すでにkenと二つ上の先輩がギターを始めていたこともあり、kenに「tetsu、ベースでもやれば」「ギターの弦は6本でベースは4本」とベースを弾くことを勧められる。kenの言葉を真に受けたtetsuyaは「4本か、じゃあ楽やな」と思い、母親にベースを買ってもらったという。しかし、注文したベースが家に届いたときに、ベースがギターよりサイズが大きいことを初めて知ったため、tetsuyaは「こんなデカい楽器を、何でkenちゃんより小さい俺がやらなアカンの？」と思ったといい、当時について「ひとりで弾いてても全然おもしろくなかった」と述懐している。ただ、tetsuyaは「ベースっていうよりも、バンドをやるのが楽しかった」と述べており、自らバンド活動を始めるようになる。なお、中学校の文化祭では、バンドとしてステージに立ち、マイケル・シェンカーのコピーをしたという。

### 高校時代 - バンド仲間との上阪
高校生になった頃には、先に進学していたkenや上記の先輩がバンドを組み始めており、市民会館を借りてライヴイベントをするようになっていたという。イベントに観客として訪れたtetsuyaは、そこで知り合った仲間に誘われ、PRISONERというバンドに加入する。tetsuya曰く、自身が入る前のPRISONERは、REACTIONやSNIPERのコピーをしていたが、tetsuyaの提案でDEAD ENDの楽曲を演奏するようになったという。そしてtetsuyaの意向により、バンド名をByston-Wellに変更することになった。こうして後から入ったにもかかわらず、いつの間にかリーダー的なポジションに収まっていたという。ちなみにByston-Wellというバンド名は、tetsuyaが好きで観ていた富野由悠季原作のアニメ『聖戦士ダンバイン』に登場する架空の異世界の名前が元ネタになっている。tetsuyaはこのバンド名について、2004年に発表されたインタビュー本『哲学。』において「僕がつけました。好きなアニメからとった名前です。アニメ好きにはすぐわかるネタですね」と述べている。また、tetsuyaはByston-Wellの当時のメンバーについて「使ってる機材もすごかったんですよ。ドラムとかはツーバスで、いかにも高そ〜なドラム使ってて。ギターの奴はマーシャル（アンプ）持ってましたからね。見た目、テクニック、持ってた楽器を含めて、とても高校生とは思えなかった」「俺としては入れてラッキーという感じでした」と述懐している。
こうして新たにByston-Wellを名乗り活動を進めていくが、ギタリストとドラマーが抜けることになってしまう。tetsuya曰く、2人が脱退する予兆はあったといい、「2対2に分かれる雰囲気があった」と当時を述懐している。なお、Byston-Wellは2人が辞める直前に、とあるバンドコンテストに出場し優勝を飾っている。この大会で優勝したことをきっかけに、テレビ中継される関西・四国・沖縄大会まで歩を進めており、このときtetsuyaは初のテレビ出演を果たしている。そして大会終了後、「これ（大会）終わったら辞めるわ」と言っていたギタリストとドラマーが、プロを目指し脱退することになる。
ギタリストとドラマーが抜けたことを受け、tetsuyaは幼馴染のkenに声をかけたという。そして新たに、社会人のドラマーをバンドに加えている。このときのメンバーチェンジのエピソードについて、後年tetsuyaは「元のギターとドラムもその地域では上手だったんですけど、kenちゃんとそのドラムが入って、むちゃくちゃうまくなりましたね」と述懐している。こうしてkenと新しいドラマーを迎えた新体制のByston-Wellは、再びバンド大会に出場し、審査員特別賞を受賞するに至っている。ただ、学業が忙しくなったためkenが抜け、ドラマーもプロを目指し東京に行くため脱退することになる。2人の脱退以降もメンバーを新たに招き入れ、Byston-Wellはしばらくの間存続したが、それぞれのメンバーが各々の進路を決め始め、空中分解のように解散している。
ちなみにtetsuyaが高校生だった頃のByston-Wellでは、tetsuyaとkenを除く、多くのメンバーが「プロになる」という意志を持ってバンド活動をしていたという。ただ、tetsuyaはこの当時、「プロになろう」という気持ちが全くなく、自身にとってバンド活動は「趣味のひとつ」であった。そのため、あるメンバーから「プロになるために東京に行かないか」と誘われたときも、「バンドなんかで食っていけるわけがない」と思っていたtetsuyaは「俺は無理」と断っていた。なお、tetsuya曰く、高校卒業後は音楽の専門学校に進学することを考えていたというが、結局進学をやめ、アルバイト先の地元のレコード店で働き続けることにしている。後年tetsuyaは、高校生の頃を振り返り「僕は高校を卒業したら音楽の専門学校に行こうと思って段取ってたんですけど、直前に行くのを辞めたんです。高校時代はずっとレコード屋さんでバイトしてて、そこで友達も増え、相談に乗ってくれる先輩も増え、レコード会社の営業マンとかとも知り合いになり、いろんな人と話をする中で"やっぱや〜めた"って。で、そのレコード屋さんにフリーターとして。それまでは土日ぐらいしかバイトに入れなかったのを"毎日入れます"って感じで（笑）。そうやってレコード屋でバイトしながら、バンドやりながら、将来は何をしたいか考えようと思ったんです」と述べている。ただ、バンドはやっていたかったようで、tetsuyaは2004年に発表されたインタビュー本で「将来なりたいものって特になかったんですよ。こういう仕事したいとか。かといって、バンドをここでやめちゃうのもヤだな、と思ってて。もうちょっとバンドはやりたいから、フリーターしながらバンドをやろうかって感じで高校は卒業しました」と述べている。
そうした中、アルバイト先にやって来たByston-Wellでギタリストを務めていた男から、大阪に出て一人暮らしを始めることを知らされる。そして大阪に出るために物件を探していることを聞いたtetsuyaは、その男に「ついでに（家賃相場を）見てきてくれないか」と何気なく話をしたという。すると、その男が何を思ったか勝手に2人分の部屋の内金を入れてしまったため、tetsuyaは内金惜しさに大阪に移住することを決める。そのため、このタイミングで大阪に出て一人暮らしを始めることは、tetsuyaの本意ではなかったという。余談だが、tetsuyaは2010年に受けたインタビューで、このエピソードを振り返り「勝手に部屋を決めてきちゃったっていうアクシデントがなければ、僕は今ここにいないと思います」「だから、そいつには感謝したいんですけど、まったく連絡先も知らないんで（笑）」と述べている。

### hiroとの出会い、hydeとperoへの勧誘
内金惜しさで大阪に出てきたtetsuyaは、有名レコード店（ワルツ堂）でアルバイトをしながらバンドメンバーを探し始める。なお、この時期は、雑貨店や工場でも働いていたことがあったという。
ワルツ堂でバイトを始めてからは、キャンペーンに来たミュージシャンと出会う機会が増え、tetsuyaが愛聴していたバンド、DEAD ENDのメンバーも店に立ち寄ったことがあったという。そしてこの店で、当時大阪のシーンで有名だったバンドBILLY & THE SLUTSのボーカルを務めるSAMMYと知り合い、「いいギターがいる」と、L'Arc〜en〜Cielの結成メンバーとなるhiroを紹介される。その後tetsuyaは、hiroと2人バンドを結成する方向で動いていくが、形にならず終わってしまう。このあともメンバーを探すため、ライヴハウスを頻繁に訪れていたtetsuyaは、とあるギタリストに「今度スタジオで音を出そうと思ってる、ちょうどベースがいないから合わせてみる？」と誘われ、セッションに参加する。そこで、L'Arc〜en〜Cielの結成メンバーとなる、Jelsarem's Rodのhyde（当時は"HIDE"として活動。L'Arc〜en〜Ciel結成時には現名義に改名）とperoに出会ったという。余談だが、この当時tetsuyaはバンドメンバーを探すため、多くのミュージシャン志望の人とセッションしていたといい、その中には当時Luis-Maryのボーカリストとして高い知名度を持ち、後にT.M.Revolutionとしても活動を始める、西川貴教（当時は"灰猫"名義で主に活動）もいたという。
上記のhydeとperoとのセッションを振り返り、tetsuyaは「課題曲を決めておいて、セッションで何曲か合わせて…お互いに様子見ですよね、お見合いみたいな。peroちゃんとhydeは一緒にバンドをやってて、僕は僕で、別のところで、hiroとふたりでメンバーを探してたんですよ」と述懐している。そしてtetsuyaは、L'Arc〜en〜Ciel結成に向け、大きな一歩を踏み出すことにする。というのも、tetsuyaはhydeとperoと出会った際に、"hyde、pero、hiro、自分で全部がつながった"、"すごいバンドになる"と直感的に感じたという。そのため、tetsuyaは「自分とバンドを組まないか」とhyde、peroの2人に打診したという。ただ、「Jelsarem's Rodを結成したばかりだから」という理由で、hydeに断られてしまう。それでも諦め切れなかったtetsuyaは、Jelsarem's Rodのライヴに足繁く通い、hydeとperoを口説き続けたという。この当時のtetsuyaの熱烈な勧誘を振り返り、hydeは「その時（セッションの時）にtetsuyaは俺らに目をつけてたみたいで。それから毎回、俺らのバンドのライヴに来てくれるようになって、打ち上げにも来たし電話もあったんだけど、"どう？バンド、調子ええ？"って聞くから"うん、調子ええよ"って言うと、"そっか"って残念そうにしてたな（笑）」と述べている。また、後年tetsuyaは、このときの自身の行動について「ちょっと今では考えられない（笑）。当時はもっとおしゃべり、おしゃべりじゃないな、積極的な少年やって」と振り返っている。なお、peroはtetsuyaの誘いに乗り気だったようで、tetsuya曰く「"hydeがOKしたら俺はいつでも行くよ"的なことを言ってた」という。
止めどないラヴ・コールを受け続けたhydeは、Jelsarem's Rodの先行きが見えなかったこともあり、tetsuyaと一度セッションすることを決意する。そして、1991年2月頃、hyde、tetsuya、peroに、tetsuyaと共にバンドメンバーを探していたhiroを加えた4人は、兵庫県西宮北口駅のスタジオでセッションを行う。このセッションでhydeは「やっぱり自分達のバンドとは全然クオリティーが違う」と感じ、tetsuyaからの誘いに「一緒にやろう」と返答し、Jelsarem's Rodを解散させることにする。こうして、tetsuyaとhyde、hiro、peroの4人は新たなバンド、L'Arc〜en〜Cielを結成した。

### L'Arc〜en〜Ciel結成、様々なプロジェクトでの活動 - 現在

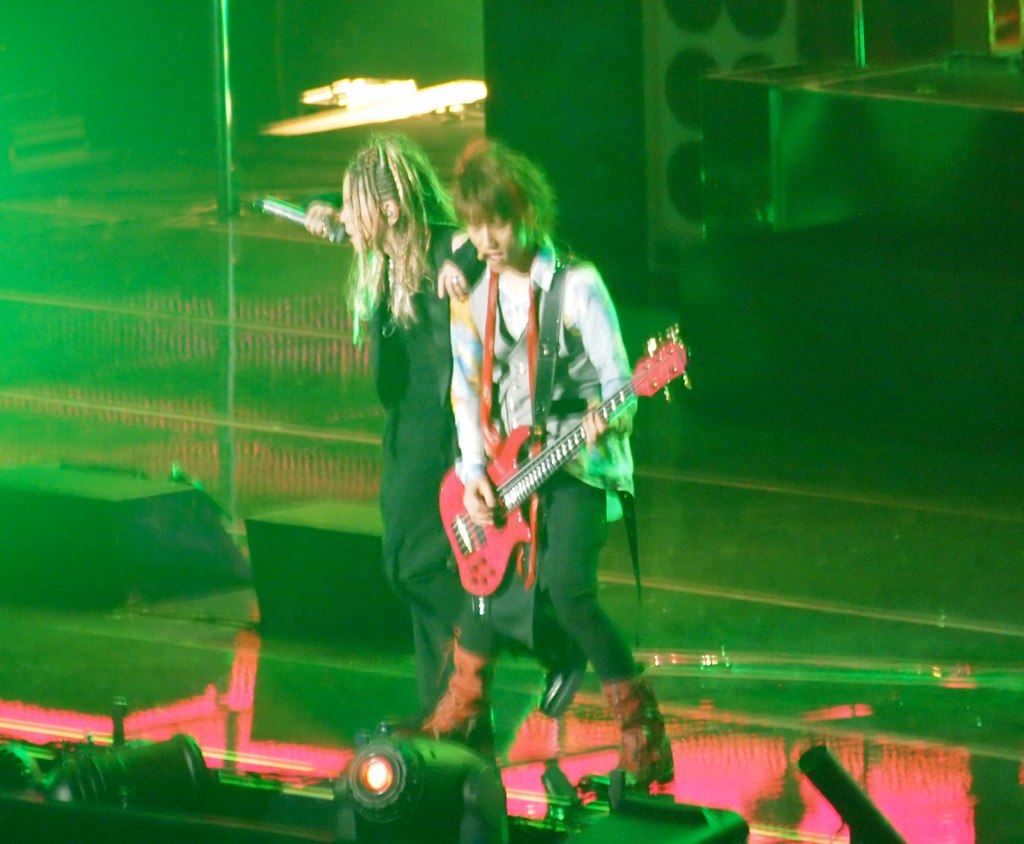
L'Arc〜en〜Cielの結成メンバーであるhyde(左)とtetsuya(右)。2012年3月25日開催のニューヨーク・マディソン・スクエア・ガーデン公演の写真

新たなバンドを結成したtetsuyaは、1991年5月30日に難波ロケッツでL'Arc〜en〜Cielのファーストライヴを開催する。このライヴはいわゆる対バン形式だったが、100人以上の動員を記録。そして、1991年9月27日に同所でL'Arc〜en〜Cielとして初のワンマンライヴを行い、300人以上の観客を集めている。こうしてL'Arc〜en〜Cielは、結成して間もなくバンドが軌道に乗り始め、大阪を中心に様々な活動を展開していくことになる。なお、L'Arc〜en〜Cielが結成当初から一定の人気を獲得できていたのは、hyde曰く、hiroが以前組んでいたバンドで名を知られていたことや、tetsuyaの考えたプロモーション・イメージ戦略によるところが大きいという。
この当時のアマチュアバンドの多くは、手作りのデモテープを販売することで活動資金を集め、それをもとに様々な地域でツアーと称し、長期的なライヴ活動を行うことが定番になっていた。こういったバンドが溢れる中、活動最初期の頃のL'Arc〜en〜Cielはデモテープの販売を避け、あえて大阪からあまり動かず、先々のライヴ予定も発表しないスタンスをとっていた。ライヴの開催数を減らし、長期のライヴスケジュールを発表しない戦略をとったことによって、口コミが喚起され、動員数が増加していったとtetsuyaは当時を述懐している。なお、ライヴを行った際は、メンバー主導で音楽雑誌編集者に対し、公演の模様や動員数などの情報を送り、より外に話題を広げていくためのプロモーション施策を行っていたという。後年hydeは、こういったバンドを広める戦略について「バンドがたくさん居る東京に行くよりも、大阪で一番になった方が目立つだろうっていう、tetsuyaの考え方もすごく賢いと思ったし。実際その通りになった」と述懐している。
また、観客との距離を詰め、ライヴの打ち上げに客を参加させるアマチュアバンドがこの当時多く存在していたが、L'Arc〜en〜Cielはこういったファンとの過度なコミュニケーションを一切行わないようにしていた。さらに、tetsuya曰く、ブランディングの観点から、メンバーが自作したライヴのチラシやフライヤーを直接配布する行為をしないようにしたり、会場に出入りする観客の前でメンバーが演奏機材を運搬するといった行動を避けるため、結成当初からローディーやスタッフを雇っていたという。後年tetsuyaは、こういったイメージ作りについて「ブランディングとして人気があるように見せた、最初から」「ラルクとして機材を自分達で（会場に）運んだなんてことは歴史上ない」「売れる前から徹底してやってたんですよ。"勘違いしてる"と言われようと」と述べている。
上記のような、頭を使った戦略をとったことで、L'Arc〜en〜Cielは結成してすぐにワンマンライヴで客席を埋めることができ、当時のバンドの滑り出しとしては稀に見る順風満帆なスタートとなった。そしてL'Arc〜en〜Cielは、紆余曲折がありながら、結成から約2年後の1993年5月に1stアルバム『DUNE』を発表。1994年7月にはメジャーデビューシングル「眠りによせて」、2ndアルバム『Tierra』をリリースし、メジャーレーベルでの活動を開始する。ちなみにtetsuya曰く、L'Arc〜en〜Cielを結成した後も「必ずプロになろう」という意志はなかったといい、「ゆくゆくはそうなるんだろうけど、メジャーデビューが目的なわけじゃなかった」と述懐している。そのため、メジャーデビュー日を知った際も、「もうちょっと先でええんちゃうかな？」と思っていたという。なお、L'Arc〜en〜Cielは1994年から現在に至るまで、ソニー・ミュージック内のKi/oon Sony Records（現：Ki/oon Music）と契約し、音楽活動を行っている。余談だが、tetsuyaはKi/oon Sony Recordsと手を組んだ理由について「キューンって当時まだ新しいレーベルだったんですよね。スタッフも若いし、考え方も若い」と2006年に受けたインタビューで語っている。メジャーデビューしてからもL'Arc〜en〜Cielは、メンバーチェンジを挟みながら活動を進め、30年以上のキャリアを積んでいくことになる。（その後の活動の詳細は『L'Arc〜en〜Cielの頁』を参照）
ちなみに、L'Arc〜en〜Cielは結成後、3回にわたりメンバーの脱退・加入が繰り返されているが、新加入したメンバーはいずれも、バンドの発起人であるtetsuyaの知り合い、もしくは直接知り合っていないながら、奇しくもバンド結成の流れの中に居合わせていた人物となっている。例えば、hiroと入れ替わるかたちで1992年に加入したギタリストのkenは、前述のように自身の幼馴染で、元Byston-Wellのメンバーでもあった。そして、peroと入れ替わるかたちで1993年に加入したsakuraは、tetsuyaがアルバイトしていたレコード店に訪れたロックバンド、DEAD ENDでドラムを担当していた湊雅史のローディーを務めており、tetsuyaと直接知り合っていないものの、アルバイト先に赴いていたことがあった。そして、sakura脱退後の1998年に加入したyukihiroは、当時ZI:KILLのドラマーを務めており、tetsuyaが、hydeとperoの2人も赴いた最初のセッションに招待したギタリストとライヴハウスで接触した当日に、奇しくもそこでライヴをしていたという。
そしてtetsuyaは、L'Arc〜en〜Cielにおいてベーシストであるとともに、バンドのリーダーの役割も担っている。結成した段階ではバンドにリーダーはいなかったが、hydeの推薦によりtetsuyaがリーダーになっている。hydeは2012年に発表した自叙伝の中で、tetsuyaをリーダーにしようと考えた経緯について「先導が誰かを決める必要があったんだと思う。本人が"リーダーになる"って言えないだろうから"tetsuyaがリーダーに相応しいと思う"って言ったんだよ。tetsuyaは当時からしっかり者だったからね」と述べている。なお、tetsuyaは2012年に発表したインタビュー本『哲学2。』の中で「リーダーじゃなかったら、僕、もっと気軽にヘラヘラしてますよ。そこからかな、責任感はもともとある方だったけど、より一層、ちゃんとやらなきゃいけないって思うようになった」「L'Arc〜en〜Cielのリーダーという立場じゃなかったら、こんなに物事を細かく考えなかったと思うし。違う人格になってたんじゃないですか？L'Arc〜en〜Cielが僕を育ててくれたのは事実だし、感謝してますね」と述べている。
L'Arc〜en〜Cielとしての活動が約10年ほど続いたころ、2001年半ばあたりから、一部のメンバーの希望もあり、それぞれソロワークスを始めるようになる。このタイミングでtetsuyaは、TETSU69名義でソロ活動を開始している。tetsuyaは、バンド活動と並行しながら現在までソロワークスを進めており、自身が好むメロディアスなポップ／ロックナンバーを数多く制作している。なお、tetsuyaはソロ名義の活動ではボーカルを担当している。ちなみにtetsuya曰く、ソロ活動を始めた当初は本職のベースを弾く想定はしておらず、シンセベースを採り入れ、いわゆるデジタルロックな楽曲の制作を目指していたという。ただ、心境の変化や周りからの意見もあり、徐々に自身がレコーディングでベースを弾くようになっている。
また、2005年にtetsuyaは、自身が愛聴していたバンド、DEAD ENDでボーカリストを務めるMORRIEが始めたソロプロジェクト、Creature Creatureにサポートベーシストとして参加している。そして2006年には、Creature Creature名義で発表されたアルバム『Light & Lust』に、自身がコンポーザーを務めた楽曲「パラダイス」「風の塔」を提供している。なお、tetsuyaはCreature Creatureの他に、相川七瀬やKEY（SHINee）、ピコ、楠木ともりに自身が作曲した楽曲を提供している。
さらに2023年には、Like〜an〜Angelという新たなバンドを始動。これは当初、L'Arc〜en〜Cielのトリビュートバンドとして始まっており、コピー元のバンドメンバーが結成する前代未聞のプロジェクトであった。結成の背景には、様々な事情からL'Arc〜en〜Cielが思ったように動かせない状態にあることが影響しており、tetsuyaは「コピーバンドというよりも"ベースを弾きたい"っていうのがまずあって。"ラルクやろうよ、レコーディングやろうよ、ライヴやろうよ"って言ってもなかなかね、思うように進まないというか。"なぜこんなに一つのことが時間かかってるんだろう"、"なんで進まないんだろう"ってことがいっぱいあって、不思議なくらい。「そんなことやる暇あるならラルクやれよ」ってご意見はごもっともだと思うし、僕が一番やりたいんだけれどもそれが叶わないから、"じゃあラルクでベース弾きたいけどどうすればいいの"っていうのでLike〜an〜Angelに繋がったわけで、Like〜an〜Angelをやってることによってラルクが止まってるなんてことは1ミリもない」「ソロ活動をしていますが、ヴォーカルでの活動が中心で、ベースをライヴで弾く機会がない。個人練習はできてもステージに立たないと腕がなまるし、ライヴで弾くならラルクの楽曲をやりたい」と語っている。なお、tetsuyaは「悪い方に捉えないで欲しい。僕がハードロックのコピーバンドの演奏を楽しんだように、ただラルクの楽曲を楽しんでもらいたい」と語っている。また、tetsuyaはこの企画を思い付いたきっかけについて「プライベートで、コピーバンドが生で演奏する店にいったんです。そこでは自分が中学生の頃に聞いていた1980年代の洋楽のハードロックを演奏していたんですが、場がすごく盛り上がっていた。それを見て、誰が演奏しているとか、誰が歌っているかとかじゃなくて、楽曲のパワーが盛り上がりをつくっていることを痛感して、コピーバンドもありだな、と」と述べている。
Like〜an〜Angelにはtetsuya以外に、ギターとしてreno（ViViD）とSAKI（ex.NEMOPHILA、Mary's Blood）、ドラマーとしてhibiki（摩天楼オペラ）が参加しているが、スケジュールの都合で別のミュージシャンが担当することもある。ちなみにボーカルには、とある国のミュージック・バーで歌っていた男が招聘されており、結成ライヴのときから欠かさず、jekyll（読み：ジキル）という名義で参加している。さらに舞台監督には、1994年以降のL'Arc〜en〜Cielのライヴにおいてステージディレクターを務めている、中谷"ガッツ"剛之が参加している。余談だが、L'Arc〜en〜Cielの元メンバーであるsakuraは、Like〜an〜Angelの結成直後のライヴに観客として行ったことがあり、2024年にはサプライズゲストドラマーとして招聘されている。こうして約2年の間、ラルクの楽曲をカバーする公演を重ねていき、2025年6月にオリジナル楽曲「Angel beside yoU」をデビューシングルとして発表し、オリジナルバンドとしての活動に踏み出している。この曲はtetsuya以外のメンバー4人が、tetsuyaへプレゼントするために内々で制作していたものが基になっており、tetsuyaは「いつかオリジナルやりたいなっていうのは僕の中にもあったんですけども。僕の知らないところで4人が進めているとは思わなくて。だから全員思っていることは一緒だったんだなって」「バンドを始めた頃って最初は自分たちの好きなアーティストのコピーから始まって、だんだんオリジナルを作るようになっていく。これを今やってる感じ」と述べている。
音楽活動以外では、2019年からファッションブランド「STEALTH STELL'A」でクリエイティブディレクターを務めている。なお、このブランドでは、トップス、ボトムス、アウター、シューズ、バッグ、アクセサリーと万遍なくアイテムを展開しており、L'Arc〜en〜Cielのライヴにおいてコラボレーショングッズが販売されている。また、後年には「STELLAGE」（読み：ステラージュ）というライフスタイルブランドもスタートしている。このブランドのこだわりについて、tetsuyaは「こだわりというのとはちょっと違うかもしれませんが、僕はSTEALTH STELL'Aのすべてに携わっているんです。関わり方の度合いはアイテムによってまちまちですけど、最終的に僕がOKを出したものだけが世に出ているということなんです。なので、有名人の名前だけ借りてかんたんに作っているブランドといっしょにされるのはいやだな、とは思いますね」「自分が着たいものを作っています。お客さんの反応も気にならなくはないですが。あまり数は作り過ぎないように。欲しいけどなかなか手に入らないくらいのバランスを目指しています。僕自身がそういうブランドが好きなので」と述べている。そして2023年10月3日には、新ブランド「STELLA GEAR」（読み：ステラ ギア）を本格的に始動。このブランドでは、これまでESPやEdwards名義でリリースされていた既存のtetsuyaシグネイチャーモデルの楽器の受注を開始することはもとより、ベースのみならず、新たなアイテムも発表されている。余談だが、過去にtetsuyaは、ルコックスポルティフやディーワンミラノ、上ノ国ワイナリーとのコラボレーションアイテムを手掛けていたこともある。
ちなみにtetsuyaは、かつて音楽雑誌『CDでーた』で「私的嗜好マガジン tetsu's press」と題したコラムを担当していたことがある。このコラムは、tetsuyaのアンテナに引っかかったガジェットなどを紹介する企画となっている。また、2004年にはtetsuyaへのインタビュー本『哲学。』、2005年には自身が所有する機材などを紹介する写真集『tetsu's gear closet』が発表されている。さらに2010年には、音楽雑誌『ベース・マガジン』が企画するムック本『BASS MAGAZINE SPECIAL FEATURE SERIES/tetsuya L'Arc〜en〜Ciel』が発行されている。そして2012年には、約8年前に発表したインタビュー本の続編となる『哲学2。』が発売されている。この本の巻末には、西川貴教（T.M.Revolution）や室姫深（ex.THE MAD CAPSULE MARKETS）、宮田和弥（JUN SKY WALKER(S)）、相川七瀬、NIGO（TERIYAKI BOYZ）、MICRO（HOME MADE 家族）、小池敦といった親交のあるミュージシャンの他、アートデザイナーの前田浩志、インテリアスタイリストの溝口至亮、ヘアメイクの荒木尚子、ラジオプロデューサーの神津梓、クリエイターの箭内道彦、L'Arc〜en〜Cielの所属事務所代表の大石征裕、L'Arc〜en〜Cielの元A&R担当でのちにKi/oon Music代表となった中山道彦へのインタビューが掲載されている。

### バンド・ソロワークス遍歴
(※) 太字はバンドもしくはユニット。正式メンバーとして参加していないCreature Creatureなどのバンドに関しては除外。
- PRISONER
- Byston-Well
- L'Arc〜en〜Ciel （1991年 - 現在）
  - D'ARK〜EN〜CIEL （1995年 - 1996年）
  - P'UNK〜EN〜CIEL （2004年 - 2012年）
- TETSU69 （2001年 - 2005年）
  - tetsu （2006年 - 2009年）
  - TETSUYA （2009年 - 現在）
- Like〜an〜Angel （2023年 - 現在）

## 音楽性

### パート
L'Arc〜en〜Cielでは、本職のベースだけでなく、楽曲によってはギターやパーカッション、キーボード、プログラミングをレコーディングで担当している。さらに、L'Arc〜en〜Cielのパートチェンジバンド、D'ARK〜EN〜CIELではDARK TETSU名義で、P'UNK〜EN〜CIELではT.E.Z P'UNK名義（2009年11月末まではTETSU P'UNK名義）でボーカルを担当している。
また、L'Arc〜en〜Cielでは活動初期のライヴから、多くの楽曲でコーラスを担当している。ただ、tetsuyaがレコーディングでコーラスを単独で担当したのは、1996年に発表された自作曲「風にきえないで」が初となる（1995年に発表されたアルバム『heavenly』収録の「静かの海で」のレコーディングで、当時のメンバー4人がコーラスを担当している）。この作品以降、L'Arc〜en〜Cielのレコーディングにおいて頻繁にコーラスを担当するようになっている。特に自作曲の音源でコーラスを担当しているが、「LOVE FLIES」や「Coming Closer」といった他のメンバーが作曲した楽曲でもレコーディングでコーラスを担当している。他にもL'Arc〜en〜Cielでは、自作曲の「Pieces」や「finale」の制作で、外部のアレンジャーと共同で弦編曲を行っている。
2001年から活動を開始したソロ名義での活動では、メインボーカルを務めており、ほぼすべての楽曲の作詞・作曲、そして全作品のプロデュースを自らの手で行っている。また、曲によってはベース、ギター、プログラミングを担当している。ちなみにソロ名義で発表した初のアルバム『Suite November』では、収録曲の約半数でtetsuyaがベースを弾いておらず、ギターを弾いている曲のほうが多い。そのため、tetsuyaはこの作品における自身の立ち位置について「ベーシストというよりギタリストですね」と述べている。そして2011年に発表した次作『COME ON!』では、ほぼすべての収録曲にtetsuyaがプレイしたギターが収められている。

### 楽曲制作
tetsuyaが在籍するL'Arc〜en〜Cielは、"メンバー全員がソングライター"というバンドスタイルを採っている。tetsuyaの作曲した楽曲数は、ken作曲の楽曲より少ないが、フィジカルシングルの表題曲になった楽曲に関しては15曲以上におよぶ。そのため、シングル表題曲になった楽曲の割合は、メンバー4人の中で一番大きい。なお、結成初期のL'Arc〜en〜Cielでは、コード進行やオケを作った者が作曲者としてクレジットされることが慣例になっていたが、1996年に発表したシングル「風にきえないで」からは作曲者がオケに加え歌メロも制作するようになっている。
ちなみにtetsuya曰く、初めて曲を作ったのは中学生の頃だったという。tetsuyaは中学生時代を振り返り「本当の初めてだと、中学の時の音楽の授業ですね。作曲の宿題があったんですよ。出来た楽曲は割とシンプルなものだったと思います」「幼い頃は、曲なんて誰でも作れると思っていたんです。鼻歌で適当にメロディを作っていたので、それが特別なことだとは全く思っていなかったんです」と述懐している。このような中学生の頃の体験から、作曲することに対し特別な感情がなかったこともあってか、L'Arc〜en〜Cielを結成する前に組んでいたバンドのころは、他のメンバーに作曲を基本的に委ねていたという。しかし、当時組んでいたバンドで曲を書くメンバーが抜けたため、本格的にバンドで作曲をするようになった。なお、1994年にL'Arc〜en〜Cielが発表した「Blurry Eyes」は、tetsuyaが学生の頃にkenと組んでいたバンドにおいて、自身が制作した音源が基になっている。
tetsuyaが制作する楽曲の多くは、浸透力あるメロディーラインが特徴で、L'Arc〜en〜Cielの共同プロデューサーを務める岡野ハジメ（ex.PINK）はtetsuya作曲の楽曲を「テツポップ」と表現している。tetsuyaは、自身が作曲するうえで意識するメロディについて「メロディがしっかりしてないと、アレンジする意味がないと思うので。そのメロディに対して、どうコードをつけるのかとか、どういうリズムパターンにするか、どんなオケを作るのかといったことを考えるんです。まずメロディがしっかりしてなければ、そういう作業をする意味がないと思ってますから」と述べている。
ちなみにL'Arc〜en〜Cielのメンバーであるkenは、作曲者としてのtetsuyaについて「メジャー・キーを愛す男だなと。ある種メロディで、十代の持つ気持ちを忘れてないなという感じがしますね」と評している。また、岡野ハジメはL'Arc〜en〜Cielの楽曲について、tetsuyaの作る曲に触れたうえで「特殊なバンドですよね。特にyukihiroくんの曲とかは結構マニアックですから。とかくある程度成功していったバンドはマニアック方面にズブズブといってしまう場合が多いんですけど、そのへんはちゃんとポップチューンを押さえてる。特にtetsuの曲とかは、こういう中で聴くといつも温かい気持ちになりますからね、出てきた瞬間に。イントロが出た瞬間になんか温かいというか、こう、お家に帰ってきた感というの？すごい哀愁感が、ホッとさせてくれるというか」と述べている。
tetsuyaが作曲したL'Arc〜en〜Cielの代表的な楽曲として、ミリオンセラーを記録した「snow drop」の他、2000年代のU.S.ポップ・パンクの雰囲気を纏ったスリリングなスピード感にあふれたロックナンバー「READY STEADY GO」があげられる。また、「Driver's High」「STAY AWAY」「自由への招待」「GOOD LUCK MY WAY」などの疾走感のある楽曲や、「あなた」「Pieces」「瞳の住人」のようなストリングスをフィーチャーしたバラードソングも作曲している。他には、流麗なアルペジオが印象的な「Floods of tears」や、コードが循環し続けるロックナンバー「Blame」、ブルー・アイド・ソウルの雰囲気を意識し制作された「C'est La Vie」、1980年代のニュー・ウェイヴを彷彿とさせるシンセ音が入った「DIVE TO BLUE」、フィラデルフィア・ソウルのような雰囲気のストリングスとモータウン的なリズムが印象的な「Link」、華やかなフレンチポップ・テイストの「Bye Bye」、ギターのブレイクダウンから始まるメロディアスなロックナンバー「YOU GOTTA RUN」などを手掛けている。
さらに、上記のような明るい印象を抱かせる楽曲に対し、歪みの効いたギターリフから始まるロックナンバー「死の灰」、ブリストル特有のサウンドを入れ込んだ仄暗さのあるバラード「finale」、シーケンシャル・ギターと打ち込みのリズムと生ドラムが絡み合う「TRUST」など、ダークな楽曲も時折手掛けている。L'Arc〜en〜Cielのメンバーであるhydeは、作曲者としてのtetsuyaの印象について「ポップなシングルのイメージが彼にはあるけど、なんでもできる人だよ」と述べている。
2001年から開始したソロ名義における楽曲制作でも、L'Arc〜en〜Cielで制作してきた音源と同様に、様々な方向性でアレンジされたメロディアスな楽曲を発表している。tetsuyaはソロ名義での音源作りに関し、「元々別に"バンドで出来ないことをソロでやろう"っていう感じでもなかったんですよ。そういう方もいるとは思うんですけど、僕の中ではそれはない」と述べている。そのため、バンドで自身が手掛けてきた楽曲と同様に、「蜃気楼」や「Roulette」「lonely girl」「愛されんだぁ I Surrender」「I WANNA BE WITH YOU」のようなメロディアスな楽曲を多く手掛けている。
ちなみに、ソロ活動を始めた段階では、自身がベースを弾かずシンセベースを使用した楽曲を手掛けていた。その理由について、tetsuyaは「ベーシストのソロ・アルバムでベースを弾くって、当たり前で嫌だなぁと思ってたし、デジタル・ロックにしたかった」と語っている。ただ、紆余曲折あり、多くの楽曲のレコーディングで自身がベースを弾くようになっている。なお、tetsuyaは現在までに「wonderful world」や「Pretender」「empty tears」「流れ星」「誰がために鐘は鳴る」といったソロ名義の楽曲で、一切ベースを弾いていない。
余談だが、tetsuyaは自身のポップ・ミュージック観について「ポップっていう感覚が人とはズレているのかもしれない。メタリカとか、めちゃくちゃポップだと思うし。リンプ・ビズキットだってポップだし。リンキン・パークだって全然ポップ。相手によるんじゃないですか。ホント、素人の音楽に詳しくない人に伝えるにはそういう言葉（ロック）がいちばん伝わりやすいだろうし。音楽に詳しい人だと、そういう言葉で片付けないでよとは思う」と語っている。また、tetsuyaは世間で言われる"ロック"という言葉のイメージについて「ロックっぽくするにはギター歪ませりゃいいのか、革を着りゃいいのか。それだけでロックになるなら、ロックって簡単、お手軽、誰でも出来るって思っちゃう」「サウンドでいうと、ギターが歪んでいれば、ディストーションサウンドならロックなの？って。じゃあ、クリーンのギターだとダメなの？ファッションにしても、なんか革で黒っぽい格好がロックなの？そうじゃないとロックじゃないの？そういう使い方をされるロックって言葉が好きじゃないですね」と2012年に発表されたインタビュー本で述べている。

### 音楽ルーツ・音楽的嗜好
主に1970年代後半から1980年代に隆盛だったニューウェイヴやニューロマンティック、シンセポップ、HR/HM、他には1990年代以降のオルタナティヴ・ロックやポップ・パンクを好んで聴いている。
自身の音楽の原体験のひとつとして、小学3年生のころにテレビで観た沢田研二をあげており、tetsuyaは当時を振り返り「パラシュートはさすがにやらなかったけど（笑）、「カサブランカ・ダンディ」は帽子をこうやって、投げるじゃないですか。そういうのはやってましたね。あと、バーボンを飲んで、パッと口から出すのをやってました、水で（笑）」と述懐している。また、tetsuyaは自分にとってのアイドルとして、ジュリー（沢田研二）とビリー・アイドルの名前をあげている。さらに小学生の頃は、ジュディ・オングのマネもしていたといい、何の気なしに歌を口ずさんでいたと振り返っている。そして小学6年生頃には、イエロー・マジック・オーケストラや一風堂をよく聴くようになったという。また、自身にとっての洋楽の入り口として、ビリー・ジョエルの名前をあげている。ちなみにtetsuyaが初めて買ったレコードも、前記のアーティストが1983年に発表したアルバム『イノセント・マン』だったという。
中学生の頃からは洋楽を中心に音楽を聴くようになり、この当時に登場したMTVや『ベストヒットUSA』、音楽雑誌『ミュージック・ライフ』『YOUNG GUITAR』『BURRN!』といった様々な媒体から情報を得て、ジャンルに関係なく音楽を聴いていたという。後年tetsuyaは、自身がMTV世代であることから「（当時は）レコード聴くよりビデオばっかり観てましたね」と述懐している。特にこの当時の音楽では、イギリス・ロンドンを中心にブームとなった、デュラン・デュランやカジャグーグー、カルチャー・クラブなどのニューロマンティックのアーティストをよく聴いていたという。ただ、この当時流行していたヘヴィ・メタルに関しては、初めは抵抗感が強かったといい、あまり聴いていなかったという。ヘヴィ・メタルの最初の印象について、tetsuyaは「最初は大嫌いでした」「髪の毛は長いし、汚そうだし、音もうるさいし（笑）」と述べている。
その後tetsuyaは、当初苦手だったハードロックやヘヴィ・メタルに傾倒していくことになる。HR/HMに惹かれた経緯について、tetsuyaは「クワイエット・ライオットの「カモン・フィール・ザ・ノイズ」が流行っていた頃で、その曲をラジオで聴いて、すげえカッコいいなと思いました。歪んでるのもいいなと（笑）。そこから、偏見を持たずにヘヴィメタル、ハードロックも聴くようになりました」と述べている。また、tetsuyaは、当時仲の良かった先輩の「男はハードロックだよ」という言葉に影響を受け、ハードロックの世界にのめり込んでいったとも述べている。そして中学生の頃からは、前述の先輩の家にkenと3人で集まって音楽を聴くようになり、オジー・オズボーンやモトリー・クルー、ラット、マイケル・シェンカー、ホワイトスネイク、スコーピオンズなどを愛聴するようになったという。後年tetsuyaはスコーピオンズの楽曲「ビッグ・シティ・ナイツ」について、kenや先輩とのエピソードに触れながら、「先輩の家にギターがあってそれでギターを弾き始めました。そうしたら先輩から"ベースやりなよ"と。それで先輩と一緒に初めてコピーしたのがこの曲です」と述べている。また、tetsuyaは2009年に、kenがソロ名義で開催したライヴ「Ken LIVE in TOKYO 〜11日遅れのBirthday〜」にゲスト出演し、トゥイステッド・シスターの楽曲「ウィー・アー・ノット・ゴナ・テイク・イット」をkenらとセッションしている。なお、この曲を披露する前のMCで「中学生の頃、よく2人でこの曲のビデオを観ました」とコメントしている。
また、この当時にtetsuyaは、日本のメタルシーンにいるバンドも聴き始めており、LOUDNESSやFLATBACKER、44MAGNUM、EARTHSHAKER、DEAD ENDがフェイバリットだったという。特に、DEAD ENDからの影響は大きく、学生時代に自身が組んでいたバンド、Byston-Wellでよくコピーをしていたという。なお、tetsuyaは2005年に、DEAD ENDでボーカリストを務めるMORRIEが始めたソロプロジェクト、Creature Creatureにサポートベーシストとして参加し、楽曲提供を行っている他、ステージで共演も果たしている。また、2012年にL'Arc〜en〜Cielとして開催したワールドツアー「WORLD TOUR 2012」において、tetsuyaが"有名"と刺繍された上着を着ているが、これはマディソン・スクエア・ガーデンに初めて立った日本人アーティストであるLOUDNESSのボーカリスト、二井原実が着ていたシャツのデザインをオマージュしたもので、tetsuya曰く、リスペクトの想いを込めて着用したという。余談だが、この当時は大沢誉志幸も好きで聴いていたといい、中学生の頃にはファンクラブに入っていたという。
そしてこの当時は、ヘヴィ・メタル以外にジャパンやデヴィッド・ボウイ、ダリル・ホール&ジョン・オーツ、ハノイ・ロックス、アーハ、ネーナなどを聴いていたという。なお、これらのアーティストの楽曲は、音楽ストリーミングサービス上で公開された、自身の名義で作成したプレイリストに入れられている。さらにニューウェイヴやポストパンクも聴くようになり、デペッシュ・モードやザ・キュアー、ザ・スミス、U2をよく聴いていたという。なお、tetsuyaは特にフェイバリットなミュージシャンとして、マーティン・ゴア（デペッシュ・モード）とロバート・スミス（ザ・キュアー）の名前をよくあげている。そして自身が鑑賞したライヴの中でのベストライヴとして、1998年にデペッシュ・モードが開催したマディソン・スクエア・ガーデン公演をあげている。また、L'Arc〜en〜Cielの初期における自身のベースプレイについて、tetsuyaはザ・キュアーの影響が大きいと述べており、「バイブルですよ、キュアーは」と語っている。ちなみにtetsuyaは、アルバムレコメンド企画でザ・キュアーが1989年に発表したアルバム『ディスインテグレーション』をピックアップしていたことがある。他には、クラシックのメジャーな曲をコンパイルした企画盤や、映画音楽もよく聴いていたという。
また、tetsuya曰く、高校在学中に地元で、高校卒業後に大阪でレコード店員のアルバイトをしていたことから、店にあるレコードや、店に届くサンプル盤もよく聴いていたという。店に届いた音源では、THE STREET SLIDERSやJUN SKY WALKER(S)、BARBEE BOYSなどが好きでよくかけていたという。こういった背景もあってか、tetsuyaはこの当時から邦楽・洋楽の区別なく色々な音楽を聴いていた。tetsuyaはこの当時を振り返り「洋楽を聴きだすと、邦楽を聴かなくなるヤツっているでしょ。洋楽を聴いている自分に酔ってるヤツ。洋楽を聴いている自分が邦楽を聴いているヤツよりエライみたいに勘違いしてるヤツ。そういうヤツらを逆にバカにしてましたね。おまえがエライわけじゃないじゃんって（笑）」と述懐している。余談だが、L'Arc〜en〜Cielが1995年に発表したイメージビデオ『Siesta 〜Film of Dreams〜』に、tetsuyaが企画・主演した短編映像「Le(a) Côté」が収められているが、この映像の中で、日本の音楽ユニット、POiSON GiRL FRiENDの楽曲「DOOMED LOVE」が流されている。また、tetsuyaは2010年にソロ名義で開催したライヴで、大浦龍宇一の楽曲「夏の午後」や、Original Loveの楽曲「プライマル」をカバーしたことがある。
1991年にL'Arc〜en〜Cielを結成した後は、オアシスやレディオヘッド、スマッシング・パンプキンズを特によく聴いていたと、2004年に発表した単行本『哲学。』で述べている。また、tetsuyaは1996年発売のインタビュー本に掲載されたQ&Aコーナーの中で、ジェリーフィッシュやエンヤを聴いていることを明かしている。さらに、1999年頃に受けた音楽雑誌『ベース・マガジン』のインタビューでは、ジャミロクワイやアンダーワールド、シール、フィオナ・アップルを最近聴いていると述べていた。なお、過去には、L'Arc〜en〜Cielが出演するラジオ番組『FLYING〜L'Arc〜ATTACK』内のコーナー「Wonderful Selection！」において、カーヴやメストなど、様々な音楽を紹介していたこともある。さらに、2010年に発行されたムック本『BASS MAGAZINE SPECIAL FEATURE SERIES/tetsuya L'Arc〜en〜Ciel』の「tetsuya推薦アルバム・ガイド20選」というコーナーでは、上記にあげたデペッシュ・モードやザ・キュアー、DEAD END以外に、ニルヴァーナやジェーンズ・アディクション、ミューズ、リンプ・ビズキット、スケルトン・キー、リンキン・パーク、ザ・キラーズ、キーンといったアーティストのアルバムがピックアップされている。なお、tetsuya曰く、2001年に行われたリンキン・パークの来日初公演には観賞に赴いていたという。他にも、tetsuyaはホリー・コール、ダイアナ・クラール、ヴァネッサ・パラディ、ミシェル・ブランチなどが歌う女性歌手の楽曲や、ノー・ダウトやリパブリカ、ダブスター、ホール、ガービッジといった女性ボーカルの音楽ユニットやオルタナティヴ・ロック・バンドも愛聴していたという。余談だが、tetsuya曰く、2004年に発表されたL'Arc〜en〜Cielのアルバム『SMILE』に収録された楽曲「Time goes on」の原型は、2002年に観たノー・ダウトのライヴから影響を受けて制作されたものだという。また、ガービッジについて、tetsuyaは「もともと女性ヴォーカルは好きだし、僕がやりたいことに近いんで、すごく影響を受けてます。特にソロでやってること…メロとかギターのテーマとか」と述べている。余談だが、tetsuyaは2010年にソロ名義で開催したライヴで、リー・ナッシュがボーカルを務めるシックスペンス・ノン・ザ・リッチャーの楽曲「ゼア・シー・ゴーズ」（ザ・ラーズのカバー）を演奏したことがある。
そして、1990年代以降に流行したポップ・パンクも好んで聴いているようで、グリーン・デイやブリンク182、ジミー・イート・ワールド、アタリス、グッド・シャーロット、フォール・アウト・ボーイ、シンプル・プラン、メイデー・パレード、オール・タイム・ロウ、ユー・ミー・アット・シックス、ヘイ・マンデー、ファイヴ・セカンズ・オブ・サマーといったアーティストの楽曲を自身のプレイリストに入れ、音楽ストリーミングサービス上にアップしている。また、2000年代・2010年代に登場したアーティストでは、オール・アメリカン・リジェクツやウィー・ザ・キングスなどのパワー・ポップバンドの他、マイ・ケミカル・ロマンス、マリアナス・トレンチ、パニック!アット・ザ・ディスコ、デンジャー・レディオ、ブリング・ミー・ザ・ホライズン、ザ・ホワイト・タイ・アフェアー、フォスター・ザ・ピープル、ハーツ、シンプル・クリーチャーズなどが手掛ける楽曲を自身のプレイリストに入れている。
なお、L'Arc〜en〜Cielは2020年以降に開催したライヴにおいて、開演前に様々なアーティストの楽曲で構成されたプレイリストを会場内で流している。このプレイリストはメンバー4人それぞれが選曲したもので、公演終了後に音楽ストリーミングサービス上で公開されている（詳細は下記リンクを参照）。
- L'Arc〜en〜Cielのライヴ開演前に流されたtetsuya選曲のオープニングBGMのプレイリスト一覧

2020年 - 『ARENA TOUR MMXX OPENING BGM』
2021年 - 『L'APPY BIRTHDAY! OPENING BGM』
2021年 - 『30th L'Anniversary TOUR OPENING BGM』
2022年 - 『30th L'Anniversary LIVE OPENING BGM』
- ソロ名義のライヴ開演前に流されたtetsuya選曲のオープニングBGMのプレイリスト一覧

2022年 - 『TETSUYA 20th ANNIVERSARY LIVE』(Spotify)

## TETSU69
TETSU69（テツシックスティーナイン）は、tetsuyaがソロ活動をするときに2001年から2005年まで用いていたアーティスト名義である。
tetsuya曰く、ソロ活動を始める約1年以上前から、趣味の一環でドメインをいくつか取得しており、その中に＜TETSU69.com＞というドメイン名があったという。それがきっかけでこの名義を使用しようと思い立った、と2001年に受けた音楽雑誌『R&R NewsMaker』のインタビューで語っている。tetsuyaは2001年に受けたインタビューにおいて、L'Arc〜en〜Cielで当時使用していたtetsuという名義をあえて使わなかった経緯について「ソロで"tetsuで〜す"といっても、他にテツっていう人、いっぱいいるじゃないですか。今後も出てくる可能性がある名前だから。"名前を考えなきゃな"と思ったんですよ。で、持ってたドメイン名を思いだして。"あれがいい！"と。そしたら、その名前でHPも開けるしと思って、TETSU69にしたんです」と述べている。また、TETSU69に含まれる数字の「69」が、自身の生まれた年である「1969年」をイメージさせられるうえ、「ロック」などのニュアンスを含めることができると考えたことも、この名義に決める際のポイントになったという。
ただ、2006年からはL'Arc〜en〜Cielで使用していた名義と同じく、tetsu名義で活動を行うようになった。そして2009年12月に、アーティスト名をtetsuからtetsuyaに改名したことに伴い、ソロ名義の活動では大文字表記のTETSUYAを使うようになり、現在までこの名義で活動している。そして現在に至るまでバンド活動と並行しながら、作品リリースとライヴ活動を続けている。なお、現在までにソロ名義で、アルバム3作品、シングル12作品を発表している。
このソロプロジェクトでtetsuyaは、ボーカルを務めており、楽曲によってはベース、ギター、プログラミングをレコーディングで担当することもある。ちなみにtetsuya曰く、ソロ活動を始めた当初は本職のベースを弾く想定はしておらず、シンセベースを採り入れ、いわゆるデジタルロックな楽曲の制作を目指していたという。ただ、心境の変化や周りからの意見もあり、徐々に自身がレコーディングでベースを弾くようになっている。
ちなみに、tetsuyaのソロワークスのアルバムレコーディングでは、様々なアレンジャーを招くことが多い。特に、2002年に発表した初のソロアルバム『Suite November』では、MIYO-KEN（M-AGE）やK.A.Z（Oblivion Dust）、亀田誠治（東京事変）、ホッピー神山（ex.PINK）、tasuku、長谷川智樹、橋本由香利ら9人のアレンジャーと共同編曲している。そして2005年からは室姫深（ex.THE MAD CAPSULE MARKETS、ex.DIE IN CRIES）、2017年からは陶山隼とアルバムに収録されたほとんどの楽曲で共同アレンジを行っている。また、2002年以降に発表したほぼ全てのシングルのカップリングには、外部のリミキサーによる前作の表題曲のリミックスが収録されている。なお、これまでに下表に記載したミュージシャンが編曲、リミックス作業を担当している。
ライヴ体制は、室姫深（Gt）、中村佳嗣（Gt）、IKUO（Ba）、山崎慶（Dr）、岸利至（Key）で構成されたバックバンド、Juicy-Bananas（ジューシー・バナナズ）を据えた6人編成のバンドスタイルを基本としながら、ディナーショーやアコースティックライヴでは編成を変えて実施している。なお、2022年にBillboard JAPANが運営する会場で開催したライヴツアー「TETSUYA Billboard Live Tour 2022」では、事前にアコースティックアレンジでレコーディングし直したサウンドをバックに、tetsuyaが1人でステージに立ち、生歌をパフォーマンスする完全ソロ体制で行われている。翌2023年に、同じくBillboard JAPAN運営の会場で開催されたライヴ「TETSUYA Billboard Live 2023」においても、tetsuyaは1人でステージに立っている。

### 共同アレンジャー
| 名前          | 楽曲 |
| ------------- | --- |
| 岡崎達成      | 「wonderful world」 |
| MIYO-KEN      | 「wonderful world」 |
| K.A.Z         | 「TIGHTROPE」 |
| Hiro Nakayama | 「蜃気楼」 |
| 鈴木雅也      | 「TEZMANのテーマ」「TEZMANのテーマ (Extended version)」「流れ星」 |
| 亀田誠治      | 「15 1/2 フィフティーンハーフ」 |
| 鈴木智文      | 「WHITE OUT」「SCARECROW」 |
| ホッピー神山  | 「Pretender」 |
| 長谷川智樹    | 「empty tears」 |
| 橋本由香利    | 「empty tears」 |
| tasuku        | 「WHITE OUT 〜memory of a color〜」 |
| 室姫深        | 「REVERSE」「Can't stop believing」「Roulette」「LOOKING FOR LIGHT」「lonely girl」「Fantastic Wonders」「guilty」「EDEN」「魔法の言葉」「Are you ready to ride?」「Make a Wish」「ARIGATO」 |
| 西平彰        | 「In My HEART」 |
| 安岡洋一郎    | 「Time goes on 〜泡のように〜」 |
| 陶山隼        | 「愛されんだぁ I Surrender」「I WANNA BE WITH YOU」「READY FOR WARP」「FATE」「Eureka」「REGRET」「誰がために鐘は鳴る」「白いチューリップ」                                                  |
| 重実徹        | 「wonderful world (Acoustic Version)」 |

### リミキサー
| 名前             | 楽曲                                                    | 収録シングル                        |
| ---------------- | ------------------------------------------------------- | ----------------------------------- |
| TATOO            | wonderful world OD mix                                  | 「蜃気楼」                          |
| 田中フミヤ       | wonderful world KARAFUTO mix                            | 「蜃気楼」                          |
| クリス・コーナー | 蜃気楼 BACKYARD REMIX                                   | 「15 1/2 フィフティーンハーフ」     |
| 大川タツユキ     | 15 1/2 フィフティーンハーフ（Beyond The Rainbow Remix） | 「WHITE OUT 〜memory of a color〜」 |
| DISCO TWINS      | REVERSE DISCO TWINS REMIX                               | 「Can't stop believing」            |
| RYUKYUDISKO      | Can't stop believeing RYUKYUDISKO REMIX                 | 「Roulette」                        |
| agraph           | Roulette agraph REMIX                                   | 「LOOKING FOR LIGHT」               |
| 中村弘二         | LOOKING FOR LIGHT iLL REMIX                             | 「lonely girl」                     |
| Jazzin'park      | lonely girl Jazzin'park Remix                           | 「Make a Wish」                     |
| DE DE MOUSE      | lonely girl DE DE MOUSE Remix                           | 「Time goes on 〜泡のように〜」     |
| TeddyLoid        | Make a Wish TeddyLoid Remix                             | 「愛されんだぁ I Surrender」        |

## サポートミュージシャン

### The Juicy-Bananas（バックバンドメンバー）
| 名前 | パート     | 期間     |
| --- | ---------- | -------- |
| 室姫深 （ex.THE MAD CAPSULE MARKETS、ex.DIE IN CRIES、BLOODY IMITATION SOCIETY、BUG、Creature Creature）          | ギター     | 2005年〜 |
| 中村佳嗣 （Eins:Vier）                                                                                            | ギター     | 2003年〜 |
| IKUO （Lapis Lazuli、Cube-ray、BULL ZEICHEN 88、Rayflower、T.M.Revolutionサポート・abingdon boys schoolサポート） | ベース     | 2003年〜 |
| 山崎慶 （Venomstrip、DEAD ENDサポート）                                                                           | ドラム     | 2010年〜 |
| 岸利至 （abingdon boys school、T.M.Revolutionサポート）                                                           | キーボード | 2003年〜 |

#### 上記以外のバックバンドメンバー
| 名前                                                                     | 期間 |
| Guitar                                                                   | Guitar |
| ------------------------------------------------------------------------ | --- |
| K.A.Z （VAMPS、Oblivion Dust、ex.HYDE BAND、ex.hide with Spread Beaver） | TETSU69の活動初期のバンドサポートメンバー 2001年に発表したシングルの表題曲「TIGHTROPE」のギターを担当                                                                                                 |
| TAIZO （Loveless、ex.FEEL）                                              | TETSU69の活動初期のバンドサポートメンバー 2001年に発表したシングルの表題曲「TIGHTROPE」のミュージックビデオにギターで参加 2009年に行われたライヴイベント「JACK IN THE BOX 2009 SUMMER」にギターで参加 |
| MASATO （defspiral、ex.the Underneath、ex.TRANSTIC NERVE）               | 2010年に発表したシングルの表題曲「LOOKING FOR LIGHT」のミュージックビデオ、テレビ演奏にギターで参加                                                                                                   |
| 山口周平 （MISIAサポート）                                               | 2015年に行われたディナーショー「TETSUYA Christmas Dinner Show 2015」以降のアコースティックライヴにギターで参加                                                                                        |
| 柴崎浩 （abingdon boys school、TOSHIMI PROJECT）                         | 2016年に行われたライヴ「TETSUYA CÉLUXE NIGHT VOL.2」にギターで参加 |
| Bass                                                                     | |
| SHUSE （La'cryma Christi、Acid Black Cherryサポート）                    | 2016年に行われたライヴ「TETSUYA CÉLUXE NIGHT VOL.2」にベースで参加 |
| Drums, Percussion                                                        | |
| 上領亘 （NeoBallad、ex.GRASS VALLEY、ex.P-MODEL）                        | TETSU69の活動初期のバンドサポートメンバー 2001年に発表したシングルの表題曲「TIGHTROPE」のテレビ演奏にドラムで参加                                                                                     |
| Shinya （ex.人格ラヂオサポート）                                         | 2009年に行われたライヴイベント「JACK IN THE BOX 2009 SUMMER」にドラムで参加 |
| LEVIN （La'cryma Christi、THE HUSKY）                                    | 2010年に発表したシングルの表題曲「LOOKING FOR LIGHT」のテレビ演奏にドラムで参加 |
| 藤井珠緒 （ex.Bank Band）                                                | 2015年に行われたディナーショー「TETSUYA Christmas Dinner Show 2015」以降のアコースティックライヴにパーカッションで参加                                                                                |
| notch                                                                    | 2016年に行われたライヴ「TETSUYA CÉLUXE NIGHT VOL.1.5」や、2019年に行われたライヴ「TETSUYA LIVE 2019 "THANK YOU" 4950」のアコースティックライヴにパーカッションで参加                                  |
| Piano                                                                    | |
| 重実徹                                                                   | 2015年に行われたディナーショー「TETSUYA Christmas Dinner Show 2015」以降、アコースティック編成のライヴにピアノで参加 2018年に発表したEP盤の収録曲「wonderful world (Acoustic Version)」のピアノを担当 |
| Chorus                                                                   | |
| Lyn                                                                      | 2016年に行われたライヴ「TETSUYA CÉLUXE NIGHT VOL.1.5」や、同年に行われたディナーショー「TETSUYA Christmas Dinner Show 2016」にコーラスで参加                                                          |
| TIGER                                                                    | 2017年に行われたライヴ「TETSUYA CÉLUXE NIGHT VOL.3」や、2018年に行われたディナーショー「TETSUYA Valentine Dinner Show 2018」にコーラスで参加                                                          |

### ゲストミュージシャン
（※）上記ライヴサポートミュージシャン以外を除く、レコーディングに参加したアーティストを記載
| 名前                                                       | 期間 |
| Guitar                                                     | Guitar |
| ---------------------------------------------------------- | --- |
| MIYO-KEN （M-AGE)                                          | 2001年に発表したシングルの表題曲「wonderful world」、2002年発表のアルバム『Suite November』に収録された「Pretender」のギターを担当 |
| Hiro Nakayama                                              | 2002年に発表したシングルの表題曲「蜃気楼」のギターを担当 |
| 西川進 （イツカノオト、JUNK FUNK PUNK、ex.SCOOP）          | 2002年に発表したシングルの表題曲「15 1/2 フィフティーンハーフ」、2017年に発表したシングルの表題曲「愛されんだぁ I Surrender」のギターを担当 |
| 鈴木智文 （ex.ポータブル・ロック、ex.8 1/2）               | 2002年に発表したアルバム『Suite November』収録の「WHITE OUT」「SCARECROW」のギターを担当 |
| 吉田光 （DER ZIBET）                                       | 2002年に発表したアルバム『Suite November』収録の「Pretender」のギターを担当 |
| 長谷川智樹                                                 | 2002年に発表したアルバム『Suite November』収録の「empty tears」のギターを担当 |
| 林部直樹 （米米CLUB）                                      | 2003年に発表したシングルの表題曲「WHITE OUT 〜memory of a color〜」のギターを担当 |
| tasuku                                                     | 2003年に発表したシングルの表題曲「WHITE OUT 〜memory of a color〜」のギターを担当 |
| 増崎孝司 （DIMENSION、ex.BLUEW）                           | 2011年に発表したアルバム『COME ON!』収録の「In My HEART」のギターを担当 |
| 久次米真吾                                                 | 2016年に発表したシングルの表題曲「Time goes on 〜泡のように〜」のギターを担当 |
| 山本陽介 （ex.ROSARYHILL、ex.OLDCODEX）                    | 2018年に発表したEP盤の収録曲「I WANNA BE WITH YOU」のギターを担当 |
| 菰口雄矢 （ex.TRIX）                                       | 2018年に発表したEP盤の収録曲「READY FOR WARP」のギターを担当 |
| 黒田晃年                                                   | 2018年に発表したEP盤の収録曲「FATE」、2021年に発表したシングルの表題曲「白いチューリップ」のギターを担当 |
| 渡辺格                                                     | 2018年に発表したEP盤の収録曲「Eureka」のギターを担当 |
| akkin （ex.ハートバザール、ex.ジェット機）                 | 2021年に発表したシングルの表題曲「白いチューリップ」、2021年発表のアルバム『STEALTH』に収録された「REGRET」のギターを担当 |
| Drums                                                      | |
| 平井直樹 （Jackson vibe、ex.BOOM BOOM SATELLITESサポート） | 2001年に発表したシングルの表題曲「TIGHTROPE」のドラムを担当 |
| 村石雅行 （FAZJAZ.jp、ex.KENSO）                           | 2002年に発表したシングルの表題曲「蜃気楼」「15 1/2 フィフティーンハーフ」、2007年に発表したシングルの表題曲「Can't stop believing」、2010年に発表したシングルの表題曲「Roulette」「LOOKING FOR LIGHT」「lonely girl」、2016年に発表したシングルの表題曲「Make a Wish」、2018年に発表したシングルの表題曲「I WANNA BE WITH YOU」のドラムを担当 他に、2002年発表のアルバム『Suite November』収録の「WHITE OUT」、2011年発表の『COME ON!』収録の「Fantastic Wonders」「guilty」「EDEN」「魔法の言葉」「Are you ready to ride?」、2021年発表の『STEALTH』収録の「ARIGATO」のドラムを担当 |
| 湊雅史 （ex.DEAD END）                                     | 2002年に発表したアルバム『Suite November』収録の「Pretender」のドラムを担当 |
| 山木秀夫 （DSD trio、gym）                                 | 2011年に発表したアルバム『COME ON!』収録の「In My HEART」のドラムを担当 |
| 城戸紘志 （JUDE、unkie）                                   | 2016年に発表したシングルの表題曲「Time goes on 〜泡のように〜」のドラムを担当 |
| 石井悠也                                                   | 2017年に発表したシングルの表題曲「愛されんだぁ I Surrender」、2018年に発表したEP盤の収録曲「READY FOR WARP」「Eureka」、2021年に発表したEP盤の収録曲「白いチューリップ」、2021年発表の『STEALTH』収録の「REGRET」のドラムを担当 |
| Piano, Keyboard                                            | |
| 吉澤瑛師 （Scudelia Electro）                              | 2001年に発表したシングルの表題曲「wonderful world」のピアノ、オルガンを担当 |
| 五十嵐宏治                                                 | 2002年に発表したシングルの表題曲「蜃気楼」のキーボードを担当 |
| 上杉洋史                                                   | 2002年に発表したシングルの表題曲「蜃気楼」のキーボード、2002年に発表したシングルの表題曲「15 1/2 フィフティーンハーフ」のピアノを担当 |
| KAZOO                                                      | 2002年に発表したアルバム『Suite November』収録の「SCARECROW」のピアノを担当 |
| 飯田高広                                                   | 2003年に発表したシングルの表題曲「WHITE OUT 〜memory of a color〜」のシンセサイザーオペレーターを担当 |
| 富樫春生                                                   | 2010年に発表したシングルの表題曲「lonely girl」のキーボードを担当 |
| 小池敦                                                     | 2011年に発表したアルバム『COME ON!』収録の「魔法の言葉」のピアノを担当 |
| 西平彰                                                     | 2011年に発表したアルバム『COME ON!』収録の「In My HEART」のキーボードを担当 |
| 陶山隼                                                     | 2017年に発表したシングルの表題曲「愛されんだぁ I Surrender」、2018年に発表したEP盤の全収録曲、2021年に発表したEP盤の収録曲「白いチューリップ」、2021年発表の『STEALTH』収録の「REGRET」「誰がために鐘は鳴る」のシンセサイザープログラミングを担当 |
| Chorus, Rap                                                | |
| May J.                                                     | 2011年に発表したアルバム『COME ON!』収録の「guilty」のコーラスを担当 |
| 井上ジョー                                                 | 2011年に発表したアルバム『COME ON!』収録の「EDEN」のラップを担当 |
| 西川貴教 （T.M.Revolution、abingdon boys school）          | 2011年に発表したアルバム『COME ON!』収録の「Are you ready to ride?」のコーラスを担当 |

## 略歴
1991年
- 2月、L'Arc〜en〜Ciel結成（その後の活動の詳細は『L'Arc〜en〜Cielの頁』を参照）。

2001年
- 7月18日、Ki/oon Records内に立ち上げた主宰レーベル、SPROUSEよりTETSU69名義で1stシングル「wonderful world／TIGHTROPE」を発売。

2002年
- 6月、Ki/oon Recordsからワーナー・ミュージック・ジャパンの社内レーベル、DREAM MACHINEに主宰レーベルごと移籍。
- 8月28日、2ndシングル「蜃気楼」を発売。
- 10月23日、3rdシングル「15 1/2 フィフティーンハーフ」を発売。
- 11月20日、1stアルバム『Suite November』を発売。
- 12月25日、赤坂BLITZにてライヴイベント「TEZMANサンタpresents TETSU69 special Christmas night Sweet December at 赤坂BLITZ」を開催。

2003年
- 1月11日 - 1月26日、新星堂のイベントで全国各地を廻る。
- 2月13日、4thシングル「WHITE OUT 〜memory of a color〜」を発売。
- 8月19日、SHIBUYA-AXにて主宰レーベル、SPROUSEでライヴイベント「SPROUSE presents MAGNETIC LEVITATION 2003 SUMMER」を開催。
- 12月26日、日本武道館で行われたライヴイベント「Danger Crue presents 天嘉 -弐-」に出演。

2004年
- 12月25日、日本武道館で行われたライヴイベント「Danger Crue presents 天嘉 -参-」に出演。

2005年
- 3月16日、トリビュート・アルバム『LOVE for NANA 〜Only 1 Tribute〜』に、TETSU69として制作した楽曲「REVERSE」を提供。
- 12月25日、日本武道館で行われたライヴイベント「Danger Crue presents 天嘉 -四-」にて、DEAD ENDのMORRIEが、ソロプロジェクトCreature Creatureの活動開始を電撃発表。tetsuyaは、このソロプロジェクトにライヴサポートミュージシャンとして参加する。その後、アルバムレコーディングにも参加し、自身初となる楽曲提供も行っている。

2006年
- 12月25日、日本武道館で行われたライヴイベント「Danger Crue presents 天嘉 -伍-」に出演。このライヴイベントからは、ソロ名義をL'Arc〜en〜Cielと同様のtetsuに改名している。

2007年
- 3月14日、所属レコード会社を再び、Ki/oon Recordsに移し、5thシングル「Can't stop believing」を発売。

2008年
- 12月27日、日本武道館で行われたライヴイベント「JACK IN THE BOX 2008」に出演。

2009年
- 8月15日、幕張メッセ展示場1-3で行われたライヴイベント「JACK IN THE BOX 2009 SUMMER」に出演。
- 9月20日、西川貴教主催によるロック・フェスティバル「イナズマロックフェス 2009」に出演。
- 12月、自身のアーティスト名をtetsuからtetsuyaに変更することを発表。これ以降、ソロ名義では大文字表記のTETSUYAを使用するようになる。
- 12月9日、JCBホールで行われたken（L'Arc〜en〜Ciel）が開催したソロライヴ「Ken LIVE in TOKYO 〜11日遅れのBirthday〜」にゲスト出演。
- 12月27日、日本武道館で行われたライヴイベント「JACK IN THE BOX 2009」に出演。

2010年
- 1月19日、代官山UNITにてTETSUYA MOBILE会員限定ライヴ「TETSUYA PREMIUM NIGHT PARTY "TETSUYA DE 徹夜"〜平日でゴメンネ!!〜」を開催。
- 1月28日、LIQUIDROOM EBISUにてライヴ「TETSUYA PREMIUM NIGHT」を開催。
- 5月19日、6thシングル「Roulette」を発売。
- 7月11日 - 8月4日、自身初となるソロライヴツアー「TETSUYA FIRST TOUR 2010 ルーレットを回せ!」を全国6ヶ所で開催。
- 8月18日、7thシングル「LOOKING FOR LIGHT」を発売。
- 8月21日、幕張メッセ展示場4-6で行われたライヴイベント「JACK IN THE BOX 2010 SUMMER」に出演。
- 9月18日、西川貴教主催のロック・フェスティバル「イナズマロックフェス 2010」に出演。
- 9月21日、SHIBUYA-AXで行われたライヴイベント「B-PASS創刊25周年ライヴ・フェスティバル」に出演。
- 11月10日、8thシングル「lonely girl」を発売。
- 11月27日 - 12月2日、限定イベント「TETSUYA POP☆SECRET」を開催。
- 12月15日、ライヴビデオ『FIRST TOUR 2010 ルーレットを回せ! 〜LIVE & DOCUMENTARY FILMS〜』を発売。

2011年
- 1月8日 - 2月13日、ライヴツアー「TETSUYA TOUR 2011 COME ON! FEEL THE LIGHT!」を全国6ヶ所で開催。
- 1月15日、2ndアルバム『COME ON!』を発売。
- 12月27日、日本武道館で行われたライヴイベント「JACK IN THE BOX 2011」に出演。

2012年
- 4月19日、所属レコード会社、Ki/oon Musicの設立20周年を記念し開催されたライヴイベント「キューン20イヤーズ＆デイズ」に出演。
- 9月15日、西川貴教主催のロック・フェスティバル「イナズマロックフェス 2012」に出演。
- 10月2日・3日、渋谷公会堂にてライヴ「TETSUYA LIVE 2012 "THANK YOU"」を開催。
- 10月3日、ライヴビデオ『LIVE SELECTIONS 2010-2012』を発売。

2014年
- 10月3日、赤坂BLITZにてライヴ「TETSUYA LIVE 2014 "THANK YOU"」を開催。

2015年
- 6月20日、オフィシャルファンクラブ「CÉLUXE」（読み：セリュックス）発足[94]。
- 7月23日、FC発足記念ライヴ「CÉLUXE NIGHT」開催[94]。同公演ではイヤホンプラグ型ガジェット『PlugAir』を無料配布し、未音源化楽曲「THANK YOU」のデモ音源を配信リリースしている[95]。また、このライヴでは、L'Arc〜en〜Cielの結成メンバーであるhiro、peroとステージ上で共演しており、「I'm in Pain」「DUNE」の2曲をセッションしている。
- 7月24日、ホテルニューオータニ大阪にてファンミーティング「CELUXE BRANCH MEETING」を開催[94]。
- 9月24日、ブラザー工業、エクシング（ジョイサウンド）とタッグを組み、主宰レーベルSPROUSEを再始動することを発表。新たにブラザーグループに加わったテイチクエンタテインメントとのレーベル契約も併せて発表した。
- 10月4日、Zepp DiverCity TOKYOにてライヴ「TETSUYA LIVE 2015 "THANK YOU"」を開催。
- 12月23日、グランドプリンスホテル新高輪にてディナーショー「TETSUYA Christmas Dinner Show 2015」を開催。
- 12月29日、幕張メッセ国際展示場1～11ホールで行われたライヴイベント「rockin'on presents COUNTDOWN JAPAN 15/16 supported by Windows 10」に出演。

2016年
- 3月29日、ブラザー工業、エクシング（ジョイサウンド）とテイチクエンタテインメントの協力体制を解消。
- 4月15日、Billboard Live TokyoにてFC限定ライヴ「CÉLUXE NIGHT VOL.1.5」を開催。
- 4月29日、EBISU The Garden HallにてFC限定ライヴ「CÉLUXE NIGHT VOL.2」を開催。
- 6月22日 - 6月26日、限定イベント「TETSUYA POP☆SECRET VOL.2」開催。
- 6月9日、ユニバーサルミュージックとのレーベル契約を発表[96]。
- 7月23日、箱根オーベルジュオーミラドーにてファンミーティング「CELUXE BRANCH MEETING VOL.2」を開催。
- 9月7日、ユニバーサルミュージックの社内レーベル、EMI Records Japanより、9thシングル「Make a Wish」、10thシングル「Time goes on 〜泡のように〜」の2作を同時発売。
- 10月1日 - 10月10日、よみうりランドとのコラボレーションイベント「TETSUYA 15th Anniversary 「MUKIMPO LAND」」を開催。
- 10月3日 - 10月6日、ライヴツアー「TETSUYA LIVE TOUR 2016「THANK YOU」」を全国3ヶ所で開催。
- 12月22日、グランドプリンスホテル新高輪にてディナーショー「TETSUYA Christmas Dinner Show 2016」を開催。

2017年
- 4月28日、EX THEATER ROPPONGIにてFC限定ライヴ「CÉLUXE NIGHT VOL.3」を開催。
- 6月14日、11thシングル「愛されんだぁ I Surrender」を発売。
- 7月12日、映像作品『THANK YOU』を発売。
- 8月25日・26日、昭和女子大学人見記念講堂にてソロ活動15周年記念ライヴ「TETSUYA 15th ANNIVERSARY LIVE」を開催。

2018年
- 2月12日、セルリアンタワー東急ホテルにてディナーショー「TETSUYA Valentine Dinner Show 2018」を開催。
- 4月25日、映像作品『15th ANNIVERSARY LIVE』を発売。
- 7月18日、1stEP「I WANNA BE WITH YOU」を発売。
- 7月23日、めぐろパーシモンホールにてライヴ「TETSUYA "LIVE 2018 SUMMER"」を開催。
- 10月3日、渋谷ストリームホールにてライヴ「TETSUYA LIVE 2018 "THANK YOU"」を開催。

2019年
- 3月16日、マイナビBLITZ赤坂にてライヴ「TETSUYA "LIVE 2019 SPRING"」を開催。
- 10月2日・3日、舞浜アンフィシアターにてライヴ「TETSUYA LIVE 2019 "THANK YOU" 4950」を開催。
- 11月19日、Veats Shibuyaにてライヴイベント「中村佳嗣生誕五十年記念祭」に出演。主宰者の中村佳嗣、イベントに参加していたL'Arc〜en〜Cielの元メンバーであるsakura、清春とステージ上で共演。4人によるセッションでは、tetsuyaのソロ楽曲「蜃気楼」に加え、L'Arc〜en〜Cielの楽曲「Dune」と黒夢の楽曲「BEAMS」「十字架との戯れ」が演奏されている。

2020年
- 7月19日、動画配信サービス、SHOWROOMにて配信ライヴ「TETSUYA "LIVE STREAMING 2020"」を開催。なお、当初同年3月1日に横浜ベイホールにて「TETSUYA "LIVE 2020 SPRING"」と題し、観客を集めたライヴを開催する予定だったが、新型コロナウイルス感染症の拡大の煽りを受け、中止が発表されていた。そしてこの配信ライヴを実施することがアナウンスされた。
- 8月19日
動画配信サービス、SHOWROOMにて配信ライヴ「TETSUYA "LIVE STREAMING 2020"」を再放送。
映像作品『TETSUYA LIVE 2019 THANK YOU 4950』を発売。
- 10月3日、動画配信サービス、SHOWROOMにて配信ライヴ「TETSUYA "LIVE STREAMING 2020"」を再放送。
- 12月23日・24日・25日、動画配信サービス、SHOWROOMにて配信ライヴ「TETSUYA "Xmas LIVE STREAMING 2020"」を開催。

2021年
- 1月1日、公式YouTubeチャンネルにて、過去のライヴ映像を「20th Anniversary Special Edition」と題し、期間限定で配信開始。
- 10月6日、3rdアルバム『STEALTH』を発売。
- 10月10日
12thシングル「白いチューリップ」を発売。
LINE CUBE SHIBUYAにてライヴ「TETSUYA LIVE 2021 "THANK YOU"」を開催。

2022年
- 7月1日、TETSU69名義でリリースした作品を含む、ソロ名義で発表した全CD作品のサブスクリプションサービスへの公開を開始。
- 7月3日、日比谷野外音楽堂にてソロ活動20周年記念ライヴ「TETSUYA 20th ANNIVERSARY LIVE」を開催。2022年10月1日から同年6月30日にかけて、OTTサービス・プラットフォームのU-NEXTにて本公演の模様が放送された。
- 12月17日 - 12月28日、ライヴツアー「TETSUYA Billboard Live Tour 2022」を全国3ヶ所で開催。
- 12月19日、L'Arc〜en〜Cielのヘアメイクを担当する荒木尚子とともに、トークイベント「ヘア＆メイクアーティスト 荒木尚子×TETSUYA@L'Arc〜en〜Ciel トークイベント」を開催。

2023年
- 4月1日、自身の公式SNSで、2023年5月30日に代官山UNITにて、Like〜an〜Angelのファーストライヴを行うと突如告知。当日はエイプリルフールだったため、ネタなのか本当なのかと憶測を呼んだが、翌4月2日にtetsuya率いるL'Arc〜en〜Cielのトリビュートバンドであることを公表し、ティザー映像も公開された。ただ、この時点ではtetsuya以外の参加メンバーは非公表であった[97]。
- 5月30日、代官山UNITにてLike〜an〜Angelとしてファーストライヴ「Like〜an〜Angel "1st LIVE"」を1日2公演で開催。
- 7月1日、Billboad Live TOKYOにてライヴ「TETSUYA Billboard Live 2023」を開催。
- 10月7日、日比谷野外大音楽堂にてLike〜an〜Angelとしてライヴ「Like〜an〜Angel "PARALLEL WORLD 2023"」を開催。
- 12月19日 - 12月28日、ライヴツアー「TETSUYA Billboard Live Tour 2023」を全国3ヶ所で開催。

2024年
- 3月1日、自身がクリエイティブディレクターを務めるファッションブランド「STEALTH STELL'A」のポップアップストア開催を記念し、「STEALTH STELL'A POP UP STORE開催記念 TETSUYA@L'Arc〜en〜Cielトークイベント」を梅田の蔦屋書店にて実施。
- 9月15日 - 10月3日、Like〜an〜Angelとして初のライヴツアー「Like〜an〜Angel CLUB CIRCUIT 2024 L'Arclassic」を全国4都市で開催。東京・Spotify O-EASTで行われた最終公演では、L'Arc〜en〜Cielの元メンバーであるsakuraがサプライズゲストとして出演した[98]。sakuraを迎えたセッションでは、L'Arc〜en〜Cielの楽曲「Blame」（第1部公演のみ）と、「I'm so happy」[98]（第2部公演のみ）を演奏している。
- 12月1日 - 12月13日、ライヴツアー「TETSUYA Billboard Live Tour 2024」を全国3ヶ所で開催。

2025年
- 4月26日、EX THEATER ROPPONGIにてLike〜an〜Angelとしてライヴ「Like〜an〜Angel "LIVE 2025 YOU GOTTA RUN"」（1st公演）と「Like〜an〜Angel "LIVE 2025 Angel beside yoU"」（2nd公演）を開催。
- 6月4日、Like〜an〜Angelとして初のシングル「Angel beside yoU」を発売。
- 8月22日、インドネシア・ジャカルタのジャカルタ・インターナショナル・エキスポで行われたライヴイベント「LaLaLa Festival 2025」にLike〜an〜Angel名義で出演。
- 10月3日、EBISU The Garden HallにてTETSUYA & The Juicy-Bananasとしてライヴ「LIVE 2025 "THANK YOU"」（1st STAGE）、Like〜an〜Angelとしてライヴ「LIVE 2025 "THANK YOU"」（2nd STAGE）を開催。

## ディスコグラフィー
（※） L'Arc〜en〜Cielの作品は、「L'Arc〜en〜Cielのディスコグラフィ」を参照。

### ソロ

#### スタジオ・アルバム
|      | 発売日         | タイトル                          | 規格                   | 規格品番               | 最高順位 |
| ---- | -------------- | --------------------------------- | ---------------------- | ---------------------- | -------- |
| 1st* | 2002年11月20日 | Suite November                    | 12cmCD                 | HDCA-10121             | 5位      |
| 1st* | 2022年7月1日   | Suite November -Complete Edition- | デジタル・ダウンロード | デジタル・ダウンロード | -        |
| 2nd  | 2011年1月5日   | COME ON!                          | 12cmCD                 | KSCL-1717              | 20位     |
| 3rd  | 2021年10月6日  | STEALTH                           | CD+DVD                 | PDCN-1926              | 16位     |
| 3rd  | 2021年10月6日  | STEALTH                           | CD+Blu-ray             | UPCH-29397             | 16位     |
| 3rd  | 2021年10月6日  | STEALTH                           | 12cmCD                 | UPCH-20587             | 16位     |

#### EP
|     | 発売日        | タイトル            | 規格   | 規格品番   | 最高順位 | 収録アルバム |
| --- | ------------- | ------------------- | ------ | ---------- | -------- | ------------ |
| 1st | 2018年7月18日 | I WANNA BE WITH YOU | CD+DVD | UPCH-89379 | 29位     | STEALTH      |
| 1st | 2018年7月18日 | I WANNA BE WITH YOU | CD+DVD | UPCH-89380 | 29位     | STEALTH      |
| 1st | 2018年7月18日 | I WANNA BE WITH YOU | 12cmCD | UPCH-89381 | 29位     | STEALTH      |

#### シングル
|      | 発売日         | タイトル                        | 規格             | 規格品番        | 最高順位 | 収録アルバム   |
| ---- | -------------- | ------------------------------- | ---------------- | --------------- | -------- | -------------- |
| 1st* | 2001年7月18日  | wonderful world／TIGHTROPE      | 12cmCD           | KSC2-400        | 5位      | Suite November |
| 2nd* | 2002年8月28日  | 蜃気楼                          | 8cmCD+Tシャツ    | HDDA-10007      | 3位      | Suite November |
| 3rd* | 2002年10月23日 | 15 1/2 フィフティーンハーフ     | 8cmCD+フィギュア | HDDA-10008      | 3位      | Suite November |
| 4th* | 2003年2月13日  | WHITE OUT 〜memory of a color〜 | 12cmCD           | HDCA-10135      | 13位     | Suite November |
| 5th^ | 2007年3月14日  | Can't stop believing            | CD+DVD           | KSCL-1124〜1125 | 9位      | COME ON!       |
| 5th^ | 2007年3月14日  | Can't stop believing            | 12cmCD           | KSCL-1126       | 9位      | COME ON!       |
| 6th  | 2010年5月19日  | Roulette                        | CD+DVD           | KSCL-1582〜1583 | 8位      | COME ON!       |
| 6th  | 2010年5月19日  | Roulette                        | 12cmCD           | KSCL-1584       | 8位      | COME ON!       |
| 7th  | 2010年8月18日  | LOOKING FOR LIGHT               | CD+DVD           | KSCL-1627~1628  | 15位     | COME ON!       |
| 7th  | 2010年8月18日  | LOOKING FOR LIGHT               | 12cmCD           | KSCL-1629       | 15位     | COME ON!       |
| 8th  | 2010年11月10日 | lonely girl                     | CD+DVD           | KSCL-1690~1691  | 20位     | COME ON!       |
| 8th  | 2010年11月10日 | lonely girl                     | 12cmCD           | KSCL-1692       | 20位     | COME ON!       |
| 9th  | 2016年9月7日   | Make a Wish                     | CD+DVD+GOODS     | UPCH-89270      | 24位     | STEALTH        |
| 9th  | 2016年9月7日   | Make a Wish                     | CD+DVD           | UPCH-89271      | 24位     | STEALTH        |
| 9th  | 2016年9月7日   | Make a Wish                     | CD+DVD           | UPCH-89272      | 24位     | STEALTH        |
| 9th  | 2016年9月7日   | Make a Wish                     | 12cmCD           | UPCH-80436      | 24位     | STEALTH        |
| 10th | 2016年9月7日   | Time goes on 〜泡のように〜     | CD+DVD+GOODS     | UPCH-89273      | 26位     | STEALTH        |
| 10th | 2016年9月7日   | Time goes on 〜泡のように〜     | CD+DVD           | UPCH-89274      | 26位     | STEALTH        |
| 10th | 2016年9月7日   | Time goes on 〜泡のように〜     | CD+DVD           | UPCH-89275      | 26位     | STEALTH        |
| 10th | 2016年9月7日   | Time goes on 〜泡のように〜     | 12cmCD           | UPCH-80437      | 26位     | STEALTH        |
| 11th | 2017年6月14日  | 愛されんだぁ I Surrender        | CD+DVD           | UPCH-89334      | 21位     | STEALTH        |
| 11th | 2017年6月14日  | 愛されんだぁ I Surrender        | 12cmCD           | UPCH-80471      | 21位     | STEALTH        |
| 12th | 2021年10月10日 | 白いチューリップ                | CD+Blu-ray       | PRON-5094       | -        | STEALTH        |

#### 楽曲
| タイトル                          | 備考 |
| --------------------------------- | --- |
| REVERSE                           | 2005年3月16日発売のトリビュートアルバム『LOVE for NANA 〜Only 1 Tribute〜』に収録。 5thシングル「Can't stop believing」のカップリングに本楽曲のリミックスバージョン「REVERSE DISCO TWINS REMIX」が収録されている。 2022年7月1日にソロ名義でリリースしたシングル・アルバムの音楽ストリーミングサービスへの公開を開始した際、アルバム『Suite November』にこの曲を含めた2曲を追加した『Suite November -Complete Edition-』が発表されている。ソロ単独名義で発表したアルバムへの収録は、これが初となった。 |
| 流れ星［配信限定Rhythmless Ver.］ | 2011年1月5日発売の2ndアルバム『COME ON!』収録曲「流れ星」のリアレンジバージョン。 2011年2月2日に配信限定でリリースされた。 同日にアルバム全収録曲のインストゥルメンタル・バージョンが配信されている。 |
| 何があっても                      | 未音源化楽曲。 2015年7月23日に開催されたFC発足記念ライヴ「CÉLUXE NIGHT」で初披露された楽曲。 2017年8月25日・26日に昭和女子大学人見記念講堂で開催されたライヴ「TETSUYA 15th ANNIVERSARY LIVE」においても披露され、本公演の模様を収録したライヴビデオ『15th ANNIVERSARY LIVE』に本楽曲のライヴ映像が初収録された。 |

#### 映像作品
|     | 発売日         | タイトル                                                       | 規格    | 規格品番       |
| --- | -------------- | -------------------------------------------------------------- | ------- | -------------- |
| 1st | 2010年12月15日 | FIRST TOUR 2010 ルーレットを回せ! 〜LIVE & DOCUMENTARY FILMS〜 | DVD     | KSBL-5964      |
| 2nd | 2012年10月3日  | LIVE SELECTIONS 2010-2012                                      | 2DVD    | KSBL-6032~6033 |
| 3rd | 2017年7月12日  | THANK YOU                                                      | Blu-ray | UPXH-20056     |
| 3rd | 2017年7月12日  | THANK YOU                                                      | DVD     | UPBH-20190     |
| 4th | 2018年4月25日  | 15th ANNIVERSARY LIVE                                          | Blu-ray | PDXN-1004      |
| 4th | 2018年4月25日  | 15th ANNIVERSARY LIVE                                          | Blu-ray | UPXH-20063     |
| 4th | 2018年4月25日  | 15th ANNIVERSARY LIVE                                          | DVD     | UPBH-20205     |
| 5th | 2020年8月19日  | TETSUYA LIVE 2019 THANK YOU 4950                               | Blu-ray | XNLD-10065     |
| 5th | 2020年8月19日  | TETSUYA LIVE 2019 THANK YOU 4950                               | DVD     | XNLD-10066/67  |

#### 参加作品
|                       | 発売日                                       | アーティスト      | タイトル                            | 内容                                                                         |
| --------------------- | -------------------------------------------- | ----------------- | ----------------------------------- | ---------------------------------------------------------------------------- |
| アルバム^             | 1992年2月21日                                | Gilles de Rais    | 殺意                                | 「SUICIDE」「殺意」の2曲にhyde、hiro、peroと共にコーラス参加                 |
| トリビュートアルバム* | 2005年3月16日                                | Various Artists   | LOVE for NANA 〜Only 1 Tribute〜    | 自身の楽曲「REVERSE」収録                                                    |
| シングル^             | 2006年7月19日                                | Creature Creature | 風の塔                              | 自身が作曲した「風の塔」収録。また、ベーシストとしても参加                   |
| シングル^             | 2006年7月19日                                | Creature Creature | パラダイス                          | 自身が作曲した「パラダイス」収録。また、ベーシストとしても参加               |
| アルバム^             | 2006年8月30日                                | Creature Creature | Light & Lust                        | 自身が作曲した「風の塔」、「パラダイス」を収録。また、ベーシストとしても参加 |
| シングル              | 2012年4月25日                                | ピコ              | 咲色リフレイン                      | 表題曲「咲色リフレイン」の作曲を担当                                         |
| トリビュートアルバム  | 2013年9月4日                                 | Various Artists   | DEAD END Tribute -SONG OF LUNATICS- | DEAD ENDの楽曲「Night Song」のカバーにベーシストとして参加                   |
| シングル              | 2016年7月6日                                 | 相川七瀬          | ACROSS                              | 表題曲「ACROSS」の作曲を担当                                                 |
| アルバム              | 2018年12月26日                               | KEY               | Hologram                            | 収録曲「POWER」の作詞・作曲を担当                                            |
| シングル              | 2024年4月20日（先行配信） 2024年5月8日（CD） | 楠木ともり        | シンゲツ                            | 表題曲「シンゲツ」の作曲、プロデュースを担当                                 |

#### 書籍
| 種別                             | 発売日         | タイトル                                                     | 発行                         | ISBN                   |
| -------------------------------- | -------------- | ------------------------------------------------------------ | ---------------------------- | ---------------------- |
| インタビュー本^                  | 2004年3月19日  | 哲学。                                                       | ソニー・マガジンズ           | ISBN 978-4-7897-2211-7 |
| 本人所有の楽器の写真集^          | 2005年12月15日 | tetsu's gear closet                                          | プレイヤー・コーポレーション | ISBN 978-4-4016-3435-4 |
| インタビュー、フォト・アーカイヴ | 2010年1月27日  | BASS MAGAZINE SPECIAL FEATURE SERIES/tetsuya L'Arc〜en〜Ciel | リットーミュージック         | ISBN 978-4-8456-1771-5 |
| ライヴ写真集                     | 2010年10月31日 | TETSUYA FIRST TOUR 2010 ルーレットを回せ!『Juicy-Box』       | ぴあ                         | -                      |
| インタビュー本                   | 2012年12月10日 | 哲学2。                                                      | エムオン・エンタテインメント | ISBN 978-4-7897-3532-2 |
| 写真集（予約限定発売）           | 2017年7月16日  | TETSUYA『THANK YOU』                                         | ウィジー                     | -                      |

- *の付いたものはTETSU69名義でのリリース・参加
- ^の付いたものはtetsu名義でのリリース・参加

## ライヴ・コンサートツアー
（※） L'Arc〜en〜Cielとして開催したライヴの詳細は「L'Arc〜en〜Ciel#ライブ・コンサートツアー」を参照

## 出演ライヴイベント

### 出演フェス・イベント
（※） L'Arc〜en〜Cielとして出演したフェス・イベントの詳細は「L'Arc〜en〜Ciel#出演ライブイベント」を参照

#### ソロ
| 年     | タイトル                                     | 会場                                                         |
| ------ | -------------------------------------------- | ------------------------------------------------------------ |
| 2003年 | 天嘉 -弐-                                    | 12月26日 日本武道館                                          |
| 2004年 | 天嘉 -参-                                    | 12月25日 日本武道館                                          |
| 2005年 | 天嘉 -四-                                    | 12月25日 日本武道館（Creature Creatureのサポートとして出演） |
| 2006年 | 天嘉 -伍-                                    | 12月25日 日本武道館                                          |
| 2008年 | JACK IN THE BOX 2008                         | 12月27日 日本武道館                                          |
| 2009年 | JACK IN THE BOX 2009 SUMMER                  | 8月15日 幕張メッセ展示場1～3 ホール                          |
| 2009年 | イナズマロックフェス2009                     | 9月20日 鳥丸半島芝生広場                                     |
| 2009年 | Ken 『LIVE in TOKYO ～11日遅れのBirthday～』 | 12月9日 JCBホール（ゲスト出演）                              |
| 2009年 | JACK IN THE BOX 2009                         | 12月27日 日本武道館                                          |
| 2010年 | イナズマロックフェス2010                     | 9月18日 鳥丸半島芝生広場                                     |
| 2010年 | JACK IN THE BOX 2010 SUMMER                  | 8月21日 幕張メッセ国際展示場4-6                              |
| 2010年 | B-PASS創刊25周年ライヴ・フェスティバル       | 9月21日 SHIBUYA-AX                                           |
| 2011年 | JACK IN THE BOX 2011                         | 12月27日 日本武道館                                          |
| 2012年 | キューン 20 イヤーズ&デイズ                  | 4月19日 恵比寿LIQUID ROOM                                    |
| 2012年 | イナズマロックフェス2012                     | 9月20日 鳥丸半島芝生広場                                     |
| 2015年 | COUNTDOWN JAPAN 15/16                        | 12月29日 幕張メッセ国際展示場1～11ホール                     |
| 2019年 | 中村佳嗣生誕五十年記念祭                     | 11月19日 Veats Shibuya                                       |

#### Like〜an〜Angel名義
| 年     | タイトル             | 会場                                                                         |
| ------ | -------------------- | ---------------------------------------------------------------------------- |
| 2025年 | LaLaLa Festival 2025 | 8月22日 ジャカルタ・インターナショナル・エキスポ（インドネシア・ジャカルタ） |

## タイアップ
| 年     | 曲名                           | タイアップ |
| ------ | ------------------------------ | --- |
| 2001年 | wonderful world                | テレビ東京系番組『JAPAN COUNTDOWN』2001年7月度エンディングテーマ                                                    |
| 2001年 | TIGHTROPE                      | 松竹配給映画『劇場版 幻想魔伝 最遊記 Requiem 〜選ばれざる者への鎮魂歌〜』主題歌                                     |
| 2001年 | TIGHTROPE                      | TBS系番組『COUNT DOWN TV-neo』2001年8月度オープニングテーマ                                                         |
| 2002年 | 蜃気楼                         | テレビ朝日系番組『古館の買物ブギ!』エンディングテーマ                                                               |
| 2002年 | 15 1/2フィフティーンハーフ     | TBS系番組『Pooh!』2002年10月度エンディングテーマ                                                                    |
| 2003年 | WHITE OUT〜memory of a color〜 | 日本テレビ系番組『2003年横浜国際女子駅伝』イメージソング                                                            |
| 2005年 | REVERSE                        | トリビュートアルバム『LOVE for NANA 〜Only 1 Tribute〜』提供曲                                                      |
| 2005年 | REVERSE                        | PlayStation 2用ゲームソフト『NANA』オープニングテーマ                                                               |
| 2007年 | Can't stop believing           | TBS系番組『J-SPORTS スーパーサッカーPLUS』テーマソング                                                              |
| 2010年 | Roulette                       | テレビ東京系アニメ『HEROMAN』第1期オープニングテーマ                                                                |
| 2010年 | Roulette                       | テレビ北海道系番組『遊びなDJサタデー』5月度エンディングテーマ                                                       |
| 2010年 | LOOKING FOR LIGHT              | TBS系番組『マルさまぁ〜ず』8・9月度エンディングテーマ                                                               |
| 2010年 | lonely girl                    | フジテレビ系番組『ウチくる!?』2010年10月・11月度エンディングテーマ                                                  |
| 2011年 | 魔法の言葉                     | 「Aya na ture」CMソング                                                                                             |
| 2013年 | lonely girl                    | トリプルアップ配給映画『MOON★DREAM』主題歌                                                                          |
| 2015年 | Make a Wish                    | PlayStation 4、PlayStation Vita用ゲームソフト『イグジストアーカイヴ -The Other Side of the Sky-』オープニングテーマ |
| 2015年 | Time goes on〜泡のように〜     | PlayStation 4、PlayStation Vita用ゲームソフト『イグジストアーカイヴ -The Other Side of the Sky-』エンディングテーマ |
| 2017年 | 愛されんだぁ I Surrender       | レコチョクCMソング                                                                                                  |
| 2018年 | I WANNA BE WITH YOU            | TBS系アニメサタデー630枠アニメ『新幹線変形ロボ シンカリオン（第1期）』第2期エンディングテーマ                       |
| 2021年 | 白いチューリップ               | iOS/Android向けゲーム『イケメン革命◆アリスと恋の魔法』5周年記念イメージソング                                       |

## ミュージック・ビデオ
| 監督         | 曲名                                                                        |
| ------------ | --------------------------------------------------------------------------- |
| 大喜多正毅   | 「Make a Wish」「愛されんだぁ I Surrender」「白いチューリップ」             |
| 柿本ケンサク | 「Can't stop believing」                                                    |
| 竹石渉       | 「wonderful world」「TIGHTROPE」                                            |
| 多田卓也     | 「Roulette」「LOOKING FOR LIGHT」「lonely girl」                            |
| 野田智雄     | 「I WANNA BE WITH YOU」「READY FOR WARP」                                   |
| 武藤眞志     | 「蜃気楼」「15 1/2 フィフティーンハーフ」「WHITE OUT〜memory of a color〜」 |
| 森田一平     | 「Time goes on 〜泡のように〜」                                             |

## ベーシストとして
tetsuyaは、対旋律やハーモニーを多用したフレーズを前に出した独特なベースプレイをみせることが多い。さらにスライドやグリスを駆使しながら指板を動き回るプレイを取り入れることにより、うねりのあるサウンドを鳴らしていることもひとつの特徴となっている。こういったスタイルから、tetsuyaのプレイは『歌うベース』と表現されることもある。tetsuyaが在籍するL'Arc〜en〜Cielにおいて、長きにわたり共同プロデューサーを務めたベーシストの岡野ハジメ（ex.PINK）は、tetsuyaのベースプレイについて「tetsuyaくんはもともとメロディアスなベースを弾こうとしていたので、"もっとやれ〜"みたいな感じでしたね。でも、弾きまくりすぎかなと思うところでは、"ここはルートで弾いた方が、その後に動いた時にハッとするよ"みたいな、むしろ抑えに回る時もありました。ただ弾きまくるだけだと、リスナーの耳が慣れてしまうので。そういった研究はその頃、かなりやったと思います」「ベース・ラインに関してはtetsuyaくんとかなり綿密に考えました。メロディラインを支えつつ低域のメロディを歌いまくる、という彼のベース・スタイルが、その後のベーシストに与えた影響は、計り知れないと思います」と述べている。ちなみに、2025年に発行された音楽雑誌『ベース・マガジン』において、プロベーシストを含めた音楽関係者が選ぶ＜偉大なるベーシスト100人＞という企画が行われた際、tetsuyaは15位に選ばれている。
なお、音楽雑誌のインタビューでの「影響を受けたベーシスト」に関する話題で、信人（UVERworld）や山崎英明（siraph、ex.School Food Punishment）、高松浩史（THE NOVEMBERS、Petit Brabancon）、堀江晶太（PENGUIN RESEARCH）、松本駿介（Cö shu Nie）といったミュージシャンがtetsuyaの名前をあげている。ちなみにtetsuyaと信人は、UVERworldのファンクラブ「Neo SOUND WAVE」の会報で対談しており、その記事の一部が音楽雑誌『PATi PATi』2010年1月号に掲載されている。また、音楽プロデューサーのmabanuaは、音楽番組の「このバンドのリズム隊がすごい!!」という特集で、L'Arc〜en〜Cielのリズム隊について「yukihiroさんは、彩りの仕方がすごくきれいなドラム。またtetsuyaさんのベースは音程がすごく動く。ここまで動くと普通破綻するが、それでも曲が破綻していないのがスゴイ。存在感のあるhydeさんの声に負けないパフォーマンスかつ、その歌を邪魔しないという両面性を持ったリズム隊がスゴイ」と語っている。
tetsuyaはベースを弾く際に、左手を高速で横移動させ、いわゆる異弦同音を使った太くうねるようなサウンドを鳴らすことも多い。tetsuyaは2021年に受けたインタビューで、自身の演奏に高速の横移動を採り入れた経緯について「上下に指を動かせば同じ音を弾けるのに、わざわざこうして（※左手の激しい横移動を繰り返して）弾いているわけですよ。僕が高校生の時、当時大学生だったギタリストの先輩が"魅せるギターを弾くんだ"と言ってそうやって弾いていたんですよ。"あぁ、そうか。そこまで考えてやってるんだ！"って。その影響が大きいと思います」と述懐している。実際、L'Arc〜en〜Cielとして発表した楽曲の随所で、このプレイを確認することができる。なお、こういった指板を動き回るようなプレイを多くすることから、tetsuya曰く、無駄な音を抑えるためのミュートが演奏の肝のひとつになっているという。
また、tetsuya曰く、L'Arc〜en〜Cielの活動初期における自身のベースプレイは、ザ・キュアーからの影響が大きかったという。tetsuyaは2010年に受けたインタビューにおいて、当時目指していたベースプレイについて「もともとキュアーがすごい好きで、初期の頃はキュアーの影響を受けてると思うんですよ。ギターがアルペジオを弾いたり、ギターはあんまり動かないんだけど、ベースが動く…そういう、ベースが動くような感じにしようと思ってましたね、特に初期は」「キュアーは当時、これはギターだろうと思ってたフレーズが実は6弦ベースの高音だったりして、その影響は大きいんじゃないですかね」と語っている。
ちなみにL'Arc〜en〜Cielは、1998年にリズム体を担うドラマーがsakuraからyukihiroに代わっており、これに伴いtetsuyaのベースにも変化がみられるようになった。特に、ベースサウンドの大きさに変化が生まれており、1998年以降しばらくはベースの音量を意図的に大きくしていたという。これは、当時yukihiroがドラムのアンビエンスの音量を上げることを嫌い、「必ずデッドで」という嗜好が強かったことに起因している。yukihiroは、2014年に発表した単行本『yukihiro milk another story』の中で、かつての自身のサウンド嗜好について「その頃、ロックのドラムは音がデカいと感じてたんだよ。ドラムのアンビとかもウルサイなあと思ってて。なるべくデッドでコンパクトなサウンドにしたかったんだよね」と語っている。こういった経緯もあり、この頃のL'Arc〜en〜Cielは、tetsuyaのベースが低音域のイニシアチブを持ち、ボトムを出しつつもタイトさを維持した楽曲の土台作りが行われていた。岡野ハジメは2019年に発売した自著で、この当時L'Arc〜en〜Cielで目指していたサウンドの方向性ついて「俺が中学生の頃に聴いてたフレンチ・ポップスなんかは、ドラムの音が小さいんですよ。そのぶんベース音がデカくて、グルービーなんです。実は1960年代のロック、例えばローリング・ストーンズなんかもドラムはそれほど主張してません。どれがキックで、どれがスネアか、分離して聴こえるようになったのはレッド・ツェッペリンぐらいからじゃないですか？その前はベースのラインがすごく重要で、ドラムはまとまって、センターに配置されてる感じだったんです。で、yukihiroくんもドラムがシャープでスピード感がありながら、キットとしてまとまりのある音にしたかったんだろうと解釈して、1960年代の音場のあり方の"今バージョン"をやればいいんじゃないかと思って、ドラムはタイトに1つの塊にして、その下でベースがちゃんと歌っている…tetsuyaくんはベース・ギタリスト的な、メロディアスな動きのあるラインを弾くというスタイルだったので…そういう形にしようと思いましたね」と述べている。
また、草野マサムネ（スピッツ）は2002年に受けた音楽雑誌『ROCKIN'ON JAPAN』のインタビューの中で、L'Arc〜en〜Cielのサウンドについて「ベーシストがイニシアチブ持ってるバンドでしょう、そういうのもあると思うんだけど。ボトムが出ることによって、でもタイトさがなくなるサウンドっていうのが多いんですよ、世の中的に。俺が感じてる中では。だけどすごいタイトだし。家で聴くとそんなにも感じなかったんだけど、車で聴くとラルクすげえ！と思って」と印象を述べている。
ただ、2000年代後半に入った頃からは、yukihiroのサウンド嗜好に変化があったこともあり、ベースの音作りが変わっていくことになった。tetsuyaは2005年にL'Arc〜en〜Cielで発表した『AWAKE』に関するインタビューにおいて、ベースの音量をこれまでよりも小さめにしたことについて触れ、「ベースの音量については、『SMILE』からそうかもしれないですね。前はキックがあまり出てなかったんで、その分ベースを上げてたんで」と述べている。
また、tetsuyaは基本的にピック奏法でベースを演奏している。なお、かつてはほとんどの楽曲をダウンピッキングで弾いていたが、近年のライヴではオルタネイトピッキングで弾く割合がかなり多くなっている。さらに、楽曲によってはフィンガー・ピッキングやスラップでプレイすることもある。L'Arc〜en〜Cielとして発表した「眠りによせて」の一部フレーズや、「I Wish」「winter fall」「叙情詩」「X X X」などの楽曲では指弾きで、「THE NEPENTHES」や「twinkle, twinkle」では1曲全編をスラップでレコーディングを行っている。また、「Caress of Venus」のライヴアレンジ版や、「X X X」でもスラップをアクセント的に使っている場面がある。他にも、「NEO UNIVERSE」では曲中全体を通して6弦ベースをオブリ的に弾いていたり、「Time goes on」では自身がレコーディングで弾いたギターソロパートを、6弦ベースとピッチシフターを使いライヴで演奏している。
tetsuyaはベースという楽器について、音楽雑誌『ベース・マガジン』の特集版のインタビューで「音楽を作るうえでベースは一番大事だったりするじゃないですか、"BASS（土台）"っていうぐらいですから」「地味と言えば地味な楽器でもあって、音楽や楽器のことをよく知らない人からするとベースの音がどれかもわからないだろうし。でも実は、聴こえてないようで聴こえてるというか、料理で言うと隠し味的な、それがないとこの味にならないんだよっていう部分がベースだと思うんで。最終的に曲ができあがって聴いてるその感覚は、実はベースがないとそうは聴こえないっていう。だから…うん、一番大事な楽器だと思いますね」と述べている。また、ライヴにおける自身のベースプレイについて、tetsuyaは「常に80点90点をキープし続けるのが僕の理想です。あんまりロックンローラーじゃないですよ（笑）。きっちり仕事をこなす職人タイプですね」と述べている。ちなみに、tetsuyaは過去に受けたインタビューの中で、好きなベーシストとしてミック・カーン（ジャパン）や後藤次利（ex.サディスティック・ミカ・バンド、ex.サディスティックス）、"CRAZY" COOL-JOE（DEAD END）などの名前をあげていたことがある。他には、スケルトン・キーのアルバム『ファンタスティック・スパイクス・スルー・バルーン』でエリック・サンコが鳴らしていたベースサウンドを、好きな音のひとつとしてあげていたことがある。

## 使用機材

### ベース・ギター
tetsuyaが初めて購入したベースは、Ariaの「Aria Pro Ⅱ ZZB」というモデルだったという。その後、様々なモデルを経て、アマチュア時代には Ibanezの「Ibanez SR-1000S」をメインのベースとして使うようになった。その後、L'Arc〜en〜Cielとしてアルバム『DUNE』のレコーディングを行うにあたり、ワーウィックのベースを借りて制作に臨んでいる。そしてアルバムレコーディングを終えた後、tetsuyaはZONのベースを購入し、それを持ってライヴツアーをまわっている。この頃からtetsuyaは、ZONのベースを愛用するようになり、現在でもレコーディングで頻繁に使用している。
また、tetsuyaは上記アルバムを制作する前の1992年8月に、大阪北区にあったESPショップ、シェルドンギターズと契約しており、現在に至るまで30年以上もの間ESPと契約を続けている。tetsuyaは他にも、LAKLAND、ZONとエンドースメント契約を結んでおり、現在3つのベースブランドと手を結んでいる。そのため、これまでに各ブランドから数多くの自身のシグネイチャーモデルが発表されている。ちなみに、自身のシグネイチャーモデルベース「ESP Bardic」、「ESP BUZZ BASS、BUGSY（本人所有のみ）」、「ESP Bandit（4弦、6弦共に）」、「ESP BASS IV（本人所有のみ）」、「ESP ELT-I」、「ESP 百式」、「ESP JUGGLER BASS」、「ESP FLYING Y」、「ESP Thunderbird Type」などに採用されている「ESP」の筆記体ロゴは、tetsuyaとカーク・ハメット（メタリカ）しか使うことの出来ない特別なロゴになっている。余談だが、数多くのtetsuyaシグネイチャーモデルが世に出回っていることから、それらを手にするベースプレイヤーも多く、高松浩史（THE NOVEMBERS）やHSU（ex.Suchmos）、清（THE MADCAP LAUGHS、INSIDE ME、MEGA HIGH BALL、ZIGGY, B'zサポート）といったミュージシャンもtetsuyaモデルを所有していたことがあると明かしている。
前述のようにESP、LAKLAND、ZONの3社とエンドースメント契約を結んでいるため、tetsuyaはレコーディング、ライヴ、メディア出演において、各ブランドのベースを使い分けている。なお、レコーディングではZONのベースを使うことが多く、tetsuya曰く、1996年にL'Arc〜en〜Cielとして発表したアルバム『True』までは、ほとんどの曲でZONのベースを使っていたという。ただ、『Tierra』に収録された楽曲「瞳に映るもの」の一部のベース録りではフェルナンデスの5弦ベース、『heavenly』に収録された楽曲「静かの海」のレコーディングでは「ESP BB-5 CUSTOM」という5弦ベースを使っている。
そして、L'Arc〜en〜Cielとしてアルバム『HEART』を発表した1998年あたりから、ヴィンテージの楽器や機材を集め始め、レコーディングで様々なブランドのモデルを使うようになっている。後年tetsuyaは、『HEART』を制作していた頃を振り返り「『True』まではほとんどZON1本で通してたんですけど、『HEART』でヴィンテージの楽器をいろいろ使ったんですよ。ただ、そのときのヴィンテージは自分のものではなくて、お借りしたものだったんですね。その影響もあって、自分でも買うようになって」「毎週1本以上買ってましたから。この時期はすごく忙しくて、ほとんど休みもなく、買い物にも出かけられず、ストレス発散的な（笑）。ネットで見つけて買ったり、スタジオに持ってきてもらって試したり。あと、この頃はよく海外に行ってたんですよ。プロモーション・ビデオの撮影とかマスタリングとか。で、向こうの楽器店で買ってくることも多かったですね。1962年のジャズ・ベースは、ニューヨークの楽器店ですべてのジャズべを2日間かけて試奏して、一番しっくりくるものを買ったり。『ark』と『ray』では『HEART』以降に買い集めたものをかなり使ってますね」と述懐している。ちなみにアルバム『HEART』の制作では、「winter fall」で1971年製のギブソン・EB-3（SGベース）、「Shout at the Devil」で1965年製のフェンダー・ジャズベース、「milky way」の裏メロでリッケンバッカーのクリス・スクワイアモデルを使用している。
1999年初頭から本格的な制作が開始されたアルバム『ark』『ray』では、合計9本のベースがレコーディングで使われている。『ark』『ray』の制作において使用するベースをどう選んだかについて、tetsuyaは「音質というよりも、曲」「例えば、「HEAVEN'S DRIVE」という曲を前にしてパッと浮かんだイメージ…それは音のイメージじゃなくても、楽器の形のイメージとか。そういうところで"ZONじゃねえなぁ、ジャズベかな？いや、VOXを試してみよう"とか、そんな感じで選んでますね」とアルバム発売当時に述べている。なお、『ark』『ray』の制作では、「HEAVEN'S DRIVE」で1960年代製のビザール・ベース「VOX PHANTOM IV」、「Perfect Blue」で6弦エレクトリックベースのフェンダー・ベースVI（フィエスタ・レッドカラー）、「Sell my Soul」「trick」で1958年製のフェンダー・プレシジョンベースをレコーディングで弾いている。tetsuyaは2000年以降もベースやギター、そしてアンプやキャビネットなどの機材を集め続けており、竿のコレクションはベースを中心に120本以上にのぼっている。なお、tetsuyaがコレクターになったのは、共同プロデューサーの岡野ハジメなどからの影響も大きいという。岡野は、tetsuyaが収集している楽器や機材について「（L'Arc〜en〜Cielの）メンバーみんな楽器が好きですから、tetsuyaくんもヨダレが出るようなビンテージ・ベースからモダンなものまで、コレクションは凄いですよ。ただのビンテージじゃなくてレア・カラーで、しかも音がいい、みたいなのを持っています」「周りにギター・テクニシャンの峰守（一隆）さんや俺とかがいるので、いろいろ知恵も付くし、煽るじゃないですか。彼は絵画とかビンテージ家具とか、そういうコレクションもしだしていたので、楽器もヘッポコなものは買わないという感じですね」と述べている。なお、tetsuyaは2020年以降、様々な楽器店で「TETSUYA MUSEUM」と題した自身のコレクションの展覧会を催している。
また、tetsuyaは『ark』『ray』の頃から、レコーディングで6弦エレクトリック・ベースを時折用いるようになっている。特にフェンダーのベースVIを用いることが多く、「Perfect Blue」の他、「NEO UNIVERSE」や「get out from the shell」、そして4弦と絡ませながら「HONEY」「自由への招待」でも使っている。ちなみに「NEO UNIVERSE」では、ベースソロパートだけリンダートの6弦ベースで録音作業を行っている。なお、tetsuyaはフェンダー・ベースVIを2種所有しており、1962年製の青色のボディのものと、1964年製の赤色のボディのものがある。また、tetsuyaはESPから、自身のシグネイチャーモデルとして「ESP Bandix Six」というマーブル柄の6弦ベースをリリースしており、ライヴにおける6弦パートはこのモデルで弾くことが多い。tetsuyaは2010年に受けたインタビューの中で、この6弦モデルの製作経緯について「ESPにジャガー・タイプの6弦（JUGGLER）を作ってもらって、「1999 GRAND CROSS TOUR」で使ったんですよ。（中略）「Perfect Blue」はレコーディングのときはフェンダーBASS VIを使って、ライヴ用にジャガー・タイプを作ってもらったんです。ジャガーっぽいボディで、BASS VIみたいにして。でも、それはギターを弾いてるように見えちゃったんで、どう見てもベースに見えるBandix Sixを作ってもらったんです」と述べている。ちなみにtetsuya曰く、ベースVIを愛用するようになったのは、ロバート・スミス（ザ・キュアー）からの影響が大きいという。
そして2004年にL'Arc〜en〜Cielとして発表したアルバム『SMILE』からは、再びZONのベースをレコーディングで頻繁に使うようになっている。ただ、このアルバムのレコーディングではサドウスキー製の「Sadowsky NYC Vin 4st JB」や、YAMAHAから限定販売されていた岡野ハジメモデルのベースも使っている。以降もZONのベースをメインで使いながら、様々なモデルでベース録りを行っている。
また、tetsuyaは2007年にアルバム『KISS』を制作し始めたころから、メインのベースを4弦から5弦に変更しており、ライヴでも5弦ベースを主に使うようになっている。メインで使うベースを5弦に変更した理由について、tetsuyaは「1stアルバムの『DUNE』や2ndアルバムの『Tierra』くらいから5弦ベースを使ってなくはなかったんですけど、本格的に、というか完全に5弦に切り替えたのは、2006年の4月くらいにCreature CreatureっていうMORRIE（DEAD END）さんのソロ・プロジェクトにベーシストとして参加してから。そのときに、ギタリストのMinoru（ex.THE MAD CAPSULE MARKET'S、ex.DIE IN CRIES）君が7弦ギターで曲を書いてきたり、プレイしたりするんで、それに合わせて自然に5弦を使うようになったんです。Creature Creatureのアルバム『Light & Lust』のなかで、僕は11曲中10曲のベースを弾いてるんですけど、そのレコーディングは5弦で通して弾いて。そこから戻れなくなっちゃったという」と語っている。
ちなみにtetsuyaは、ミュージック・ビデオの撮影において、自身で集めながらも普段使っていないベースやギターを使うことが多い。例えば、L'Arc〜en〜Cielの楽曲「finale」やTETSU69として発表した楽曲「蜃気楼」の撮影では世界に50本ほどしかない透明なアクリルネックのベース「BORN TO ROCK F4b 1993」、「叙情詩」の撮影ではヘフナー社のヴァイオリンベース「Hofner G500/1」、TETSU69として発表した楽曲「wonderful world」「15 1/2 フィフティーンハーフ」の撮影ではグレッチギターのシルバージェット、「LOOKING FOR LIGHT」「I WANNA BE WITH YOU」の撮影ではエドワード・ヴァン・ヘイレンが使用していたフランケンシュタインと呼ばれるギターを携えている。なお、2001年からTETSU69名義で始めたソロ活動では当初、グレッチギター「GRETSCH Silver Jet #6129 1957」を頻繁に使っており、このモデルはTETSU69にとって一つのトレードマークになっていた。
余談だが、tetsuyaは実際に有名ミュージシャンが使用していた楽器や、企画モノとして作られた楽器も集めている。実際にミュージシャンが使っていたものでは、"CRAZY" COOL-JOE（DEAD END）のベースや、ニール・ショーンのギターなどを持っているという。また、tetsuyaは前述のアクリルベースの他、アパレルブランドのNUMBER (N)INEが世界限定99本で発売したウォルト・ディズニーとのコラボアコースティックギター「NUMBER (N)INE Mickey Mouse Guitar」といった企画モノの楽器も所有している。
弦はアメリカのハイエンド弦メーカーのDR Strings、ストラップはLive Lineのもの、シールドやスピーカーケーブルやパッチケーブルなどのケーブル類はAET Individual Design、Providence、Pete CORNISHなどを使用している。ちなみにtetsuyaは、2015年6月にDR Strings日本総代理店とエンドースメント契約を結んでいる。
また、2023年10月3日には、新たな楽器ブランド「STELLA GEAR」（読み：ステラ ギア）を始動している。このブランドでは、これまでESPやEdwards名義でリリースされていた既存のtetsuyaシグネイチャーモデルの楽器の受注を開始することはもとより、新アイテムが発表されている。

### アンプ・エフェクター等
機材ラックには、ヴィンテージのAmpeg製SVTを核として3台搭載し、サウンドシステムは2021年のライヴからFree The Tone社が新たに製作したインプットセレクターとアウトプットセレクター、さらに同社のミキサーとプリアンプセレクターを導入している。他にも、ラックにはプリアンプ「Tech 21 SANSAMP PSA-1」を4台、デジタル・コンプ「T.C.ELECTRONIC Triple C」を2台搭載している。さらに近年は、Darkglass Electronics製のベース用ヘッドアンプ「Alpha Omega 900」を導入している。なお、機材ケースは、tetsuyaが好んできたキャラクターであるシャア・アズナブルのイメージにちなみ、長年赤を使っていたが、シルバーを経て現在はピンクのものを使用している。
キャビネットはトリコロール（青・白・赤）にカラーリングした3台の「BASSON製810キャビネット」と、「BASSON製410キャビネット」をベース用で1台使用し、いずれもステージ上に配置している。他には「Darkglass Electronics製DG212N」が導入されている。なお、L'Arc〜en〜Cielとして音楽番組に出演する際は、機材の持ち運びを少なくするため、トリコロールの3台のBASSONではなく、ニッキー・シックス（モトリー・クルー）が実際に使っていたBASSON製のキャビネットを使うことが多い。また、「REVELATION」や「EVERLASTING」ではギターをプレイすることがあるため、「Groove Tube製キャビネット」や「Matchless製HC-85」がギター用で使用されている。
エフェクターも自身が収集してきたヴィンテージ品を多く使用している。主にエレクトロ・ハーモニックス製の初期型の「Big Muff π」や「Graphic Fuzz」、他には「Empress Effects Compressor MKII」「T.C.ELECTRONIC Helix Phaser」「Free The Tone FLIGHT TIME」「KarDiaN C10H12N20」「PSK Core Drive CDV-5」「weed FREEZER」などを使用している。
なお、「NEO UNIVERSE」を演奏する際は、自身のシグネイチャー6弦ベース「ESP Bandit Six」に合わせ、「Roger Mayer Marble Fuzz」というエフェクターを用いている。このエフェクターは、エフェクターブランドのロジャー・メイヤーとtetsuyaのコラボモデルであり、2001年10月に限定100台で販売されたものである。また、2024年には前年に立ち上げた新たな楽器ブランド、STELLA GEARからベース用エフェクター「Bass Driver's High」がリリースされている。

## 人物

### プロフィール
- 滋賀県米原市出身で、血液型はA型。なお、tetsuyaには2歳ずつ年の離れた妹が2人いる。
  - 自身が結成したL'Arc〜en〜Cielでギタリストを務めるkenは、同郷で幼馴染の関係にあたる[63]。
- 2007年の年末には、女優・モデルの酒井彩名と結婚。酒井との間には2014年に長男、2016年に長女が誕生している。
- バンドメンバーであるhydeやファンからの愛称は「てっちゃん」。なお、幼馴染であるkenは「テツ」、yukihiroは「tetsuくん」又は「tetsuyaくん」、sakuraは「tetsu」又は「tetsuya」と呼ぶことが多い。

### 趣味・嗜好
- 歌うことが好きで、tetsuya曰く、過去にはhydeがL'Arc〜en〜Cielのレコーディングで歌録りを終えた後、自分の歌声のバージョンを録音していたことがあったという[4]。このエピソードについて、tetsuyaは2010年に受けたインタビューで「ラルクのレコーディングでhydeが歌い終わるとするじゃないですか。で、時間が余ったりすると"俺、歌いま〜す"とか言ってラルクの曲を歌ったりしてたんですよ。個人的にその音源が欲しくて（笑）[4]」と述懐している。また、L'Arc〜en〜Cielの共同プロデューサーの岡野ハジメは、tetsuyaについて「tetsuyaはベースを弾いてる時よりも他の楽器を演奏しているときのほうがイキイキしてる。あと歌いたがり。すごい歌うのが好きで、自分の歌の仮歌を録るときとかは凄くワクワク、イキイキしてる[147]」と述べている。
  - tetsuyaの声の音域は、L'Arc〜en〜Cielの楽曲「NEO UNIVERSE」「STAY AWAY」におけるコーラスワークから判るように、かなり高い。1996年にL'Arc〜en〜Cielとして発表した楽曲「Dearest Love」では、tetsuyaによる高音のファルセットコーラスを聴くことができる（最高音はhihiA）。なお、L'Arc〜en〜Cielのレコーディングにおいて、tetsuyaが単独でコーラスを担当するようになったのは、1996年発売のシングル「風にきえないで」からで、これ以前のCD音源に収められたコーラスはhydeが担当していた。
  - ちなみにtetsuya曰く、L'Arc〜en〜Cielを結成する前、hiroと2人でバンドメンバーを探している段階で、hiroから「ボーカルやりなよ」と提案されたことがあったという[148]。ただ、tetsuyaはその提案を断っている[148]。hiroからの提案を断った理由について、tetsuyaは「ヴォーカリストが歌詞を書くものだと思っていたんですが、歌詞を書いたことがなかったし、歌詞を書くのって、大変そうやんって（笑）[148]」と語っている。
  - 一方、歌うことに反しベースを弾いているときは、岡野ハジメ曰く「ある種真面目タイプというか、"いい加減に弾いてはダメなはずである"と思っている[147]」という。岡野は、ベーシストとしてのtetsuyaについて「良いベーシストだと思うんだけど、"ちゃちゃいっと弾いて出来てるはずがない"と思い込んでるんですよね。だから、"なんでそんなに自信無いの、上手いじゃない"っていつも励まさなきゃいけない（笑）[147]」と語っている。なお、tetsuyaは2010年に受けたインタビューで「自分はあんまりベーシストだとは思ってないっていうか…まだまだ未熟者なんで、もっと練習してうまくなりたいなって思ってます[121]」と述べている。
- サッカー観戦が趣味であり、Jリーグのチームでは浦和レッズを応援している。そのためtetsuyaは時折、試合観戦のため埼玉スタジアムに足を運んでいる[149]。ちなみにtetsuyaは、ライヴの際に使っている衣装ケースやベースのアンプに、浦和レッズのステッカーを貼っていたことがある。
  - なお、小学校時代は、父親からの影響で少年野球をやっていたが途中でやめている[150]。辞めた理由は、いわゆる"昔の体育会系精神"（年功序列が徹底された過度な縦社会、汗をかいても水を飲んではいけないといった科学的根拠のない風習等）が苦手だったためで、tetsuyaは「スポーツを楽しむじゃなく…だって、楽しもうとしてやってないでしょ？忍耐とか必要とされて、スポーツじゃなくなってると思うからやめた[150]」「軍隊じゃないんだから[150]」と述べている。また、tetsuyaは、精神論ばかりで物事を進めようとすることを嫌っており、「僕の時代だと練習中に水を飲んじゃいけませんとか。それってすごく間違った認識で、（中略）水分を摂らなきゃ脱水症状を起こすし。そういう精神論が嫌いなんですよ。（中略）でも、熱くなって、何かに夢中になって、みんなで一緒に何かを作り上げたり、同じところを目指しながら向かっていくのは大好きだし。精神論で全て片づけてしまうのが嫌いなだけなんです[151]」と述べている。そのためtetsuyaは、「精神論ばかりではなくなった現代のほうが好き」と2005年に出演した音楽番組で語っている[152]。
- 中学時代は野球部に籍を置いていたが、一切部活に出ていなかったため、実質的に帰宅部だった[153]。そして学校から早く帰り、友人や先輩の家でレコードをかけてギターを鳴らして遊んでいたという[60]。また、この頃は夕方に流れていたドラマの再放送もよく見ていたといい、現在でも映画やドラマを好んでよく観ているという。特に洋画、海外ドラマを好んで観ており、ジャンルではマフィアものや、SF、サスペンスがフェイバリットだという[154]。小学校の頃は『ゴッドファーザー』[154]の他、戦争映画の『1941』[154]や『地獄の黙示録』[154]が好きで、中学生の頃は『アウトサイダー』[155]や『ランブルフィッシュ』[155]を好んで観ていたという。そして高校生の頃は、レンタルビデオ屋も兼ねたレコード店でアルバイトをしていたため[155]、ホラー映画を中心にいろいろなビデオを観る機会があったという[155]。
  - L'Arc〜en〜Cielとしての活動を始めて以降は、『ゴシップガール』[156]や『HEROES/ヒーローズ』[157]『FRINGE/フリンジ』[158]『ヴァンパイア・ダイアリーズ』[156]などの海外ドラマや、『トゥルー・ロマンス』[74]『バニラ・スカイ』[159]『イルマーレ』[159]『ダークナイト』[159]『インセプション』[160]『オブリビオン』[159]『インターステラー』[160]『オール・ユー・ニード・イズ・キル』[159]『TENET/テネット』[160]などの洋画を好んで観ているという。また、tetsuya曰く、近年ではクリストファー・ノーランが手掛ける作品を好きになることが多く[159]、『インターステラー』が同監督作品の中で特に好きだという[160]。なお、tetsuyaはトム・クルーズが特別好きな俳優というわけではないと言いながらも、「トム・クルーズが出ている映画を好きになることが多いですね」と述べている[159]。余談だが、tetsuyaは「アメリカン・コミックスもいくつか好きで読んでる」と語っている。
  - なお、海外ドラマの中でも特に『FRINGE/フリンジ』に強い思い入れがあり、tetsuyaはソロ名義で発表した楽曲「白いチューリップ」で、同ドラマの副題（シーズン2の第17話）からタイトルを拝借している[158]。また、tetsuya曰く、2010年にソロ名義で発表したシングル「lonely girl」では、映画『バニラ・スカイ』を意識したジャケットデザインを採用したという[161]。
- テレビアニメでは富野由悠季が手掛けた『機動戦士ガンダム』（初代）が好きだという。tetsuya曰く、昔はあまりロボットアニメを好んでいなかったというが[162]、このアニメに関してはお気に入りだったという。tetsuyaは2004年に発売したインタビュー本の中で、ガンダムの印象ついて「（操縦の）マニュアルがあるんだっていうことで、ちょっと驚くじゃないですか。"すげえ"って。それまでのアニメって敵もワケわかんない、悪魔やおばけみたいな奴だったでしょ？で、登場人物も全員日本人みたいな。"なんで日本ばっかり攻めにくるんだよ、このワケわかんない化け物は"って、そういうのもイヤだったんですよ。そこで冷めるじゃないですか。でも、ガンダムは敵も人間だし。戦争だし。そういうところで全然今までのアニメとは違うなって思った。一瞬でハマりましたね[162][163]」と述べている。なお、2000年には、tetsuyaがプロデュースしたアクションフィギュア「MOBILE SUIT IN ACTION!! tetsu TOYS」（ガンダム、シャア専用ザク、量産型ザクの3種）が発売されている。2002年には専門誌『ガンダムエース 2002winter No.003』において、同アニメのキャラクターデザインを担当した安彦良和とtetsuyaの対談記事が掲載されており、tetsuyaは同氏に自画像を描いてもらっている。
  - また、『ガンダムシリーズ』に登場するキャラクター、シャア・アズナブルが好きで、シャアが乗っている機体のカラーリングにちなみ、赤い機材ケースを使用していた時期があった。さらに、2000年に発売されたL'Arc〜en〜Cielが登場するゲームソフト『激突トマラルク TOMARUNNER VS L'Arc〜en〜Ciel』では、tetsuyaがゲーム内で「勝利の栄光を、君に!」というシャアの名台詞を読んでいる。
  - ちなみにtetsuyaは、富野由悠季が手掛けたテレビアニメ『聖戦士ダンバイン』も好んでおり、同アニメの舞台となった異世界バイストン・ウェルをバンド名にして活動していた時期があった。このバンドは、tetsuyaがL'Arc〜en〜Cielを始めるよりも前に組んでいたバンドで、ken（L'Arc〜en〜Ciel）も一時期在籍していたことがある。また、tetsuyaは1996年に発売されたインタビュー本の中で、「好きな本」として富野が綴った小説『リーンの翼』をあげていたことがある[74]。
- テレビアニメ『新世紀エヴァンゲリオン』も好んで鑑賞している。tetsuya曰く、1997年にL'Arc〜en〜Cielで当時ドラマーを務めていたsakuraが逮捕されたことに伴い、バンド活動が止まっていた期間中、家に籠ってこのアニメを観ていたという[164]。後年tetsuyaは、このアニメに惹かれた理由について「（当時の）僕の気持ちと"シンクロ"したから」と語っており[164]、「"逃げちゃダメだ、逃げちゃダメだ"っていうシンジ君のセリフを自分で言ってましたね（苦笑）[164]」と述懐している。余談だが、tetsuya曰く、テレビシリーズの中で特にお気に入りの回は、第18話だという[165]。
  - なお、L'Arc〜en〜Cielは1997年に「虹」という楽曲を発表しているが、歌詞の＜全ては真実と共にある＞というフレーズは、『新世紀エヴァンゲリオン』に登場する台詞をオマージュしたものとなっている[166]。ちなみにこのフレーズは、アニメに登場するキャラクター、加持リョウジが葛城ミサトに宛てたメッセージの一節である「葛城、"真実は君と共にある"、迷わず進んでくれ[167]」を意識したものとなっており[166]、tetsuyaが作詞者のhydeにリクエストしたことで歌詞に採り入れられた[166]。
  - また、『エヴァンゲリオンシリーズ』に登場するキャラクター、惣流・アスカ・ラングレーに思い入れがあり[165]、tetsuya曰く、1998年にL'Arc〜en〜Cielとして発表した楽曲「あなた」はアスカに向けて作った曲だという（ただし作詞はhydeが担当しており、hyde自身は祖母をイメージして歌詞を書いている）。このキャラクターについて、tetsuyaは「あの子って強がってるけど、本当は脆いね、いい子なんですよ。でも、他人には弱いところを見せちゃいけないって。でも、人はうわべでしか見ないから、わがままな子としか思われないわけですよ[165]」と語っている。
  - 他にtetsuyaは、1979年公開のアニメ映画『銀河鉄道999』を好きな作品としてあげている[168]。ちなみに、tetsuyaがソロ名義で発表した楽曲「SCARECROW」の歌詞には、『銀河鉄道999』に登場する城の名前である＜時間城＞というワードが登場する。また、tetsuya曰く、2023年にはアニメ『青のオーケストラ』を好んで観ていたという[169]。
- 上記のようにアニメを幾つか観ているため、漫画も読んでいるイメージをもたれやすいが、tetsuya曰く、漫画はあまり読まないという[170]。ただ、上條淳士作の『TO-Y』、矢沢あい作の『下弦の月』『NANA』などは友人にすすめられて読んでいたという[170]。ちなみに上條淳士には、TETSU69として活動していた頃に、グレッチギターを携えた自身のイラストを描いてもらったことがある。また、矢沢あいとは親交があり、漫画『NANA』の中には「tetsu（当時tetsuyaが使っていたアーティスト名義）」という名前が登場するコマが存在する[159]。
- 物件やインテリアに強いこだわりがあり、不動産マニアを自認している。自身の所有する物件のみならず、L'Arc〜en〜Cielのメンバーや周囲の人間にもおすすめの物件を紹介していたことがあるほど。また、壁紙などのカタログを熟読したりペンキ塗装の講習会に出るなど、内装にも拘っている[171]。ちなみに2012年には、L'Arc〜en〜Cielの企画展開催を記念し、観音崎京急ホテルの一室の内装をtetsuyaがプロデュースしたこともある[172]。そして2019年2月には、東京ドームシティで開催された「テーブルウェア・フェスティバル2019 〜暮らしを彩る器展〜」に参加しており、tetsuyaがコーディネートした"宇宙"をテーマとしたテーブルセッティングが展示されている[173]。
  - 自身をビルフェチだと語っており、音楽番組に出演した際に「ビルを見るために香港に行ったことがある」と告白している。ちなみに2007年にソロ名義で発表したシングル「Can't stop believing」の表裏両ジャケットには、ビルがアップで写されている。なお、tetsuyaは、実際に訪れたことのある建築物ではクライスラー・ビルディング[174]やマリーナベイ・サンズ[174]、上海環球金融中心[174]、ジンマオタワー[174]が好きだと述べている。また、tetsuyaは他に、サーティー・セント・メリー・アクスビル[174]やザ・シャード[174]、ペトロナスツインタワー[174]などがお気に入りだと2016年に受けたインタビューで語っている。
- コレクター気質であり、100本を優に超えるギターとベース、そしてヴィンテージの機材を数多く所有している。また、ヴィンテージロックTシャツやバンドTシャツもコレクションしており、これらのコレクションは、定期的に行われる自身の機材の展示イベントなどで公開されている[175]。他には、ヴィテージカーを好んでおり、2023年6月時点でヴィンテージを含め、計7台の車を所有している[169]。
  - ヴィンテージ家具も好きで、好みの建築家やデザイナーが手掛けた作品を収集している。特に1950年代のフランス人作家の作品を好んでおり、tetsuyaは好きなデザイナーとしてジャン・プルーヴェ[176][177]、シャルロット・ペリアン[176][177]、マシュー・マテゴ[176]、ピエール・ジャンヌレ[176][177]などの名前を頻繁にあげており、収集したヴィンテージ品は自身のプライベートスタジオで使われている[177]。なお、tetsuyaは2017年5月に、ジャン・プルーヴェとピエール・ジャンヌレが共同で製作した「F 8x8 BCC組立式住宅」を鑑賞するため、フランス大使公邸を訪れている[178]。また、2021年には、雑誌『GOETHE』の「最高の仕事を生む椅子」という特集で、自身が所有するフレンチヴィンテージ・チェアを紹介している[179]。ただ、最近は新たに購入していないようで、tetsuyaは2021年に受けたインタビューで「逆に今は手を出せない。贋作が増えているから」と述べている[179]。
  - 他にも、現代アート作品を愛しており、アンディ・ウォーホル[180]やロイ・リキテンスタイン[180]、バスキア[180]、2020年頃にはバンクシー[180]やTIDE[181]などの作品を収集していた。なお、tetsuya曰く、購入したアート作品の多くは、そのアーティストが世間に認知される前に手に入れたものが多いという[182]。
  - 上記のように、楽器や物件、洋服、アートなど、多くのヴィンテージ品やレア物を所有・収集しているが、あくまで自身の趣味・嗜好の一環でほしいものを集めているだけで、tetsuyaは「投資目的で買ってるわけじゃなくてただほんとに欲しいからを買ってるだけで。投資家じゃないんで[182]」と述べている。tetsuyaは自身が所有するヴィンテージの扱いについて「それがいくらであろうと、安価なものであろうと、高価なものであろうと同じ気持ちで僕は使う。安価なものであっても僕は丁寧に使うし、高価なものはもちろんそうだし、僕にとって同じなんですよ。だから、"高い安い関係ないじゃん？"と僕は思うんですよ。安いからといってぞんざいに扱わないし、常に平等に接するべきだと思う[183]」「フレンチヴィンテージは傷とか経年劣化みたいなものを楽しむ、味として。そういうのをパティーナって言うんですけど、その風格というか、その歴史も感じながらガンガン普段使いする[183]」と述べている。
- tetsuyaは自身を"芸術家タイプ"ではないと自己分析しており、理想としては"職人"でありたいと語っている。tetsuyaは「職人さんって喋らない。自分の仕事に対して語らない寡黙な人が多いじゃないですか。もくもくと黙って作業をする、僕はそっちのタイプなんです。エンターテインメントと芸術は違うと思ってる[184]」と述べている。また、tetsuyaは、ミュージシャンを盲目的に支持する音楽シーンを好んでおらず、「俺のやってることなんてたかだかエンターテインメントに過ぎない。宗教でも何でもないと思ってるんで[184]」と述べている。
  - また、tetsuyaは「ファンのために」という言葉をアーティストが使うことをあまり好んでおらず、2004年に自身が発表したインタビュー本で「ファンのためにこうしてやっているんだ、愛してるんだよって言うことが偽善っぽくて嫌いなんですよ[185]」と述べている。さらにtetsuyaは、ライヴに来た観客に向けて「ファンとともにある」「ファンと一心同体である」といった趣旨の話をわざわざMCでするアーティストも苦手で、「"何言うとんねん"って、シラケてくる[186]」「なわけないやん、新興宗教じゃないんだから[186]」と感じてしまうと語っている。tetsuyaは前述のインタビュー本の中で、ファンとの距離感について「俺たちがやることを支持してくれるほうが嬉しいですけど、でも人の好みはわからないですからね。それに好みも変わるだろうし。お客さんのご意見箱を置いといて、その意見のとおりにやれば、よくなるとも限らないだろうし。感謝はしてるけど。ファンの人の意見に振り回されたくはないなと。だからといって、別に邪険に扱うつもりもないし。お客さんに満足してもらう努力をするのは当然だと思うし。だから、そこで、ファンへの愛があるとか、優しい、みたいに言われると、気持ち悪いですけど[186]」「俺は宗教みたいなのがいちばんイヤなんですよ。"ずっとついていきます"って言われるのは、それはそれで嬉しい。ありがとうって思います。でも"ついてこいよ"とは言いたくない。俺は来るものは拒まず、去る者は追わずですよ、すべてにおいて[185]」と述べている。
- 非喫煙者である（2025年時点で、L'Arc〜en〜Cielのメンバーで喫煙者はkenのみ）。ちなみに1995年に発売されたL'Arc〜en〜Cielの写真集では、他のメンバーが葉巻やパイプを持っているのに対し、tetsuyaだけピストルを持った姿が掲載されている。

### エピソード
- 高校生の頃にByston-Wellというバンドを組んで音楽活動をしていたが、tetsuya曰く、これはあくまで趣味の一環だったといい、プロミュージシャンになろうと決意をしたことは一度もなかったという[187]。後年tetsuyaは1996年に受けたインタビューの中で、この当時の心境について「僕はプロになりたい！とかプロになろう!って心に決めたことは一度もないんですよ。でもバンドがやめられなかった[187]」「プロになる気もないんだから親からは"就職しろ!"って言われましたけど、バンドがやめられずに続けてるだけ。それで今日まで来ただけなんですよ[187]」と述懐している。
  - また、tetsuyaは1996年に受けたインタビューで、高校3年生のときに同級生がバイク事故で亡くなってしまったことが自身の進路に大きな影響を与えたと述べている[188]。tetsuyaはこのエピソードについて「僕ね、人生18年間生きてて葬式ってものに出たことがなかったんですよ。身内も誰も死んでなくて。生まれて初めて行った葬式が同級生で友達[188][189]」「その時に人って簡単に死んじゃうんだって思った。（中略）俺、ちょうど進路を決めなきゃいけない時期だったんですよ。進学を決めてたんだけど、やめてやりたいことをやろうと思った。…俺もいつ死ぬか分からないから、やりたいことをやろう！って[189]」「その友達のことがなかったら、普通に…親に迷惑をかけないような人生を歩んでたと思う[189]」と述懐している。その後、tetsuyaは「学生しながらバンドやってると世間体もいいし、格好がついてしまう」という理由で進学をやめ[189]、フリーターをしながらバンド活動を続ける中で[189]、本当に自分がやりたいと思うものを探すことにしたという。
  - なお、tetsuyaは高校を卒業した後もバンドでプロを目指していたわけではなかったようで、「どうせバンドをやるなら上手い人、カッコいいと思う人とやりたい」「面白いと思えることがしたい」という考えでメンバー探しをしていたという。当時プロミュージシャンを目指さなかった理由について、tetsuyaは「僕、レコード屋でアルバイトしていたときから"武道館でライヴやったところで食えないよ？"っていう話を聞いちゃってたんですよ。武道館でライヴやっててもアルバイトしてるバンドやアーティストがいたり、10代の頃からそういう現実を知っちゃっていたので、まったく夢がなかったんです。"音楽なんかで食っていけないでしょ？"って思ってた。運良くデビューできたところで、毎年何組も新人がデビューしている中で生き残れる人なんてほんの一握りだから、デビューを目標にしたところで食っていけない。だから目標もなかったし、武道館に立つのが夢でもなかったし…ただ、そのときそのときにやらなきゃいけない事をひとつひとつ一生懸命やるってだけで[51]」と述懐している。
- 大阪に出てきた後、tetsuyaはワルツ堂というレコード店でアルバイトをしていた。この店は当時、DEAD ENDのアルバムセールスが日本一だった店舗であり[190]、いろいろなロックミュージシャンがキャンペーンで訪れたことがあったという[190]。ちなみに、L'Arc〜en〜Cielの結成メンバーとなるhiroとtetsuyaが知り合ったのは、この店に訪れたSAMMY（BILLY & THE SLUTS）の紹介によるものであった。なお、tetsuya曰く、この店にはDEAD ENDのメンバーの他、DER ZIBETのメンバーが来たこともあったという[190]。そしてtetsuya曰く、この店でアルバイトをしていた頃にISSAY（DER ZIBET）と酒を飲んだこともあったという[190]。
- L'Arc〜en〜Cielがアマチュアとして活動していた頃は、「L'Arc〜en〜Ciel コンタクト」という名前で私書箱を借り、tetsuyaの自宅のワンルームに別で電話回線を引き、マネジメントスタッフのふりをして電話応対し、ライヴのブッキングなどを自らの手で行っていた[42]。また、のちに所属することになるデンジャークルー（現：マーヴェリック・ディー・シー・グループ）とのやり取りも、tetsuya自身が行っていたという。事務所代表の大石征裕は2020年に出版された著書の中で、この頃のL'Arc〜en〜Cielについて「その頃から"バンドを自分たちで運営する"という体制作りのこともちゃんと考えていたのだと思う[191]」と綴っている。
  - さらにtetsuya曰く、ブランディングの観点から、L'Arc〜en〜Ciel結成当初の時点でスタッフを雇い、機材の運搬を来場者に見せないようにしたり[16]、メンバーがライヴのチラシやフライヤーを直接客に配布する行為を避けていたという[28]。この当時を振り返り、tetsuyaは「ブランディングとして人気があるように見せた、最初から[16]」「売れる前から徹底してやってたんです。"勘違いしてる"と言われようと[16]」と語っている。
  - 一方で、打算や商業的な計算に基づいて曲を作ることはナンセンスとしている。tetsuyaは、1993年に『DUNE』を発売した時に受けた音楽雑誌のインタビューで「（結成当初から実施してきたプロモーション戦略や計算は）当時はすべて、自分たちでやっていたからこその"商業的な計算"であって、音楽的な面では計算しながらやっているわけじゃないですから[192]」と述べている。
    - ちなみにtetsuyaは、2004年に発表したインタビュー本『哲学。』の中で、"良い音楽と売れた音楽は必ずしも一致しない"ことについて語っている。tetsuyaはこの本の中で「いいものを作っても必ず売れるとは限らないし、音楽のよさに比例して売れるとも限らない。世の中そんなもんじゃないですか。売れてなくても本当にいい音楽を作ってる人はいっぱいいるし、その逆もあるし[193]」「自分がいいと思うものを作るという以外には、やり方はないと思いますね[194]」と述べている。

  - メジャーデビュー以降もtetsuyaは、プロモーションのための広告やCM映像の制作に積極的に関与している。L'Arc〜en〜CielとしてリリースしたCMの中には、「新譜の宣伝でも何でもない、バンド名を正しく読ませるためだけの記者会見仕立てのCM」も存在しているが、これはtetsuyaの案から生まれたものだったという[195]。なお、tetsuyaは常々「カッコいいことだけやるってカッコ悪い[195]」と述べており、特に1990年代後半の頃は、コミカルな広告やCM映像が発表されていた。この当時L'Arc〜en〜CielのA&Rを務め、のちにKi/oon Musicの代表となった中山道彦は、2021年に行ったtetsuyaとの対談において「ウィットとか戦略について理解がすごくあるバンドで、特にてっちゃんはそうだし、わりと乱暴に一緒にやってこられた感じはあるかな[195]」「てっちゃんにアイデアを話すと"あ、それってこういうことだよね？"って、すぐにわかってくれるんだよね。その最初のコミュニケーションがないと、企画は絶対前へ進めないのよ。その理解度がすごい。もちろん、その中で"いや、これはこうしたほうがいい"とか、ブラッシュアップしていくんだけど[195]」と当時を述懐している。
    - なお、2021年に受けたインタビューで「ポピュラリティを獲得していきながら、芸術性や自分たちの守りたいブランド性を保てているが、制作における意識の変化はあったか」と聞かれた際[196]、tetsuyaは「変わらないです。"もっとこういう曲書いてくれ"とか、一切言われたことがないんですよ。好きな音楽を作っているだけ[196]」と述べている。実際、tetsuyaはL'Arc〜en〜Cielにおいてシングル表題曲を決めるときは、スタッフの意見を踏まえることが多いという。tetsuyaは、2004年に受けたインタビューで「シングルに関して僕はね、ある程度お任せなんですよ。どの曲をシングルにするかとか[197]」と語っている。

  - ただ、2000年代後半から本格的な普及が始まったSNSに対しては、あまり積極的なスタンスをとっておらず、いくつかSNSアカウントを持っているものの、プロモーション以外で不特定多数のユーザーと直接交流することは少ない。SNSとの向き合い方について、tetsuyaは「ビジネス的な側面で考えれば、そういうのをやった方がいいんだろうけど。そこは僕、ホントに興味ないし、嫌なんですよ[198]」と語っている。また、tetsuyaは2012年に出版したインタビュー本において、自身の人間関係の築き方について「（不特定多数との出会いを求めてる訳じゃない。）だから変なパーティとかには行かないようにしてますし。変な飲み会とか。そういうところに行くと一生知り合わなくていいような人と知り合っちゃうから（笑）[198]」「出会ってすぐに無理やり信頼関係を築こうとする人も苦手で。信頼関係は、やっぱり時間をかけて築いていくものだと思ってるから。（中略）やっぱり、ハートのある人じゃないと長続きしないと思います。心がない人とは仲良くなれない[199][200]」と語っている。
- L'Arc〜en〜Cielでは、リーダーという役割を担っているが、これはhydeからの推薦で決まったという。hydeは2012年に発表した自叙伝において、tetsuyaの人物像について「L'Arc〜en〜Cielを冷静に俯瞰で見てる人」と述べている[201]。さらにhydeは、同著書で「tetsuyaは、普通より頭の作りが柔軟なんじゃないかな？なぞなぞとか得意なんじゃない？（笑）例えば、ライヴの演出で"これ、何色にしようかな？"って話をしてたとするじゃない？"赤だ""黄色だ"って会議をしてる時に"どっちがいいかな？"って聞くと、"色なんか、いらないんじゃない？"って言うような、根本を覆すような発想をしたりして。よくよく考えてみると、"あ、確かに、いらないかもね"ってなる事が多い。すごく柔軟なんじゃないかな[202][201]」「一つの事に専念してる人って、なかなかその物事を俯瞰できない場合があるんだよ。そういう時は、tetsuyaみたいな存在はありがたいよね。逆に俺も、その俯瞰してる時は、そういうアドバイスが出来るようにしないとなって思ってる[201]」と述べている。また、yukihiroは2004年に受けたインタビューの中で、tetsuyaのイメージについて「僕、tetsuくんは一番パンクだなあって思いますよ？あの反発精神、反抗精神ってねえ（笑）、パンク以外の何物でもない。こう、自分の考えを突き進めるところとかねえ、"パンクだなあ"って。インタヴューとかtetsuくんの読んでも、パンクだよねえ、言ってることが、みたいな[203]」と語っている。さらにsakuraは、2006年に音楽雑誌『R&R NewsMaker』で行われたtetsuyaとの対談において「（L'Arc〜en〜Cielに）在籍してた当時とか、俺からすると3人の中でtetsuとの会話が一番少なかったのね。だけど、なんか一緒にいる時間は長かったりして。で、たぶん根本はね、似てると思うんですわ。ただ向かってる方向が違くて。だけどその、方向は違うって言ってもプラス、マイナスじゃなく、お互い何かしらの目的のためにプラスに向かってるんだろうなっていうのは常々感じてたから。だから方向が違っても、いつかまた交差する時もある[204]」と述べている。
  - なお、L'Arc〜en〜Cielは結成後、3回にわたりメンバーの脱退・加入が繰り返されている。メジャーデビューしたバンドの中には、アマチュア時代だけ在籍していたメンバーや脱退したメンバーについて言及することを避ける者も多いが、tetsuyaは時折元メンバーの名前をインタビューの中で出している。ちなみにtetsuyaは、2006年に受けた音楽雑誌のインタビューで「今までのラルクのメンバーって7人（hyde, hiro, tetsuya, pero, ken, sakura, yukihiro）いるんですよ。なんかそれも運命かなぁって。誰ひとり欠けても今のラルクはない[29]」と述べている。なお、tetsuyaは過去に在籍したhiro、pero、sakuraと、3人がL'Arc〜en〜Cielを脱退した後もライヴで共演したことがある。
- tetsuya曰く、2002年頃にL'Arc〜en〜Cielを解散させるつもりだったという[205]。きっかけは、hydeから手紙を通じてバンドを脱退したい旨を伝えられたことだった[205]。tetsuyaは2012年に発売したインタビュー本の中で「hydeが一度決めた事だからもうひっくり返らないなと思った。手紙で伝えてくるっていうのは、よっぽど時間をかけて考えて出した答えだと思ったから[206]」「新しくヴォーカリストを入れてL'Arc〜en〜Cielを続けるつもりもなかったし、解散しようって思った[205]」とこの当時を振り返っている。
  - hydeから手紙をもらった後、L'Arc〜en〜Cielはメンバー4人だけで集まり、バンドの今後を話し合い、その日は解散する方向で話がまとまったという[206]。ただ、hydeからバンドを辞めたい理由を聞いていなかったため、tetsuyaは理由を聞くためにhydeと2人で会って話し合ったという[206]。そこでバンド内の雰囲気や事務所との関係を改善していくことを確認し合い、結果的にバンドを継続することとなった[206]。なお、後年tetsuyaは「最終的に続ける方向になりましたけど、すぐには、そうは思わなかった。僕もいろいろ思うところがあったから」とこの当時を振り返っている[207]。
- L'Arc〜en〜Ciel結成以降はアーティスト名義を"tetsu"として活動してきたが、2009年12月1日に現在の"tetsuya"に改名している[208]。tetsuyaは音楽雑誌『CD&DLでーた』2010年2月号のインタビューにて、アーティスト名を変更した経緯について「自分にとって本当に大切な人間が亡くなっちゃって、そいつの名前を1文字もらったんです[209]」と述べており、メンバーや事務所の社長、スタッフらに想いを伝えた上で改名したという[209]。そのため、"tetsuya"は自身の本名に由来するものではない。なお、改名の詳細な経緯や想いは、同雑誌の他、2012年発売のインタビュー本『哲学2。』において語られている。
- L'Arc〜en〜Cielが開催した2010年代頃までのライヴでは、tetsuyaがMCや「C'est La Vie」や「STAY AWAY」の演奏前にバナナを客席に投げ入れるパフォーマンスがひとつの恒例になっていた。投げ入れられるバナナには、tetsuya考案のオリジナルキャラクター「MUKIMPO（読み：ムキンポ）」のステッカーが貼られていることが多い。なお、MUKIMPO関連のグッズは、L'Arc〜en〜Ciel及びソロ名義でのライヴにおいて、定番グッズとして販売されている。余談だが、tetsuyaはバナナ以外に、マンゴーやズッキーニ、茄子、ニンジン、エリンギ、スイカ型のビーチボールを客席に投げ入れたことがある。

### 交流関係
- 『西川貴教』（T.M.Revolution、abingdon boys school）

tetsuya曰く、L'Arc〜en〜Cielを結成する前、メンバー探しをしている段階で「いいメンバーがいるから」と知人を通じ、西川を紹介されたことがあったという。このときtetsuyaと西川は「一緒にバンドを組もう」と約束を交わしていた。西川はこの当時、Luis-Maryという大阪で絶大な人気を誇っていたバンドに在籍しており、灰猫（読み：ハイネ）という名義で活動していた。そのためtetsuyaは「この人と組めるのか!」とバンド結成を相当楽しみにしていたと述懐している。しかし、その時は連絡先を交換せず、挨拶程度で話が終わってしまったうえ、仲介した知人とその後連絡がつかなくなってしまったため、結局バンドは形にならずに終わってしまった。その後、西川はLuis-Maryとして1991年にメジャーデビューし、tetsuyaは同年にL'Arc〜en〜Cielを結成しアマチュアで活動していくことになった。
そして数年が経ち、とあるテレビ番組で2人は再会し、共通の思い出話などから発展し、プライベートで交友を深めていった。その後tetsuyaは、2009年に西川が企画したイベント「イナズマロックフェス 2009」にソロ名義で招かれることになった。なお、tetsuyaは翌年に開催された「イナズマロックフェス 2010」にも出演。さらに2012年開催の「イナズマロックフェス 2012」には、サプライズゲストとして出演している。このイベント出演以降も交流が続いており、たびたびラジオ番組などで共演している。
- 『清春』（黒夢、SADS）

L'Arc〜en〜Cielはアマチュアとして活動していた頃、清春が在籍するバンド、黒夢とよく対バンを行っていた。L'Arc〜en〜Cielは当時のアマチュアバンドとしては、対バンライヴをあまり行わない珍しいバンドであったため、黒夢が数少ない対バン相手だった。tetsuyaは2020年に公開されたインターネットラジオ番組で、アマチュアの頃に黒夢とよく対バンをしていた理由について「黒夢（との対バン）はお互いにメリットがあったというか。黒夢は黒夢で、もうある程度の立ち位置にいて、固定のファンもある程度いて。黒夢にとってもラルクにとっても…お互いがハッピーになるような感じだったから、"対バンしよう"って言う話になったんです」と述懐している。なお、tetsuyaは黒夢について「我々の一番のライバル」と述べている。
L'Arc〜en〜Cielと黒夢がメジャーデビューして以降も2人は交流があり、2017年にはtetsuyaと清春にやまだひさしを交え、2人のニコニコチャンネルの連動番組を放送している。また、2019年にはギタリスト、中村佳嗣の生誕五十周年を祝うライヴイベントに2人が参加している。このイベントでは、tetsuyaと清春、中村佳嗣、sakura（ZIGZO、ex.L'Arc〜en〜Ciel）の4人で、黒夢とL'Arc〜en〜Ciel、さらにはTETSU69の楽曲をセッションしている。なお、清春は、L'Arc〜en〜Cielの現メンバーのほとんどと現在でも交流があり、お互いがメジャーデビューした後もライヴイベントや楽曲制作の場で共演している。
- 『城島茂』（TOKIO）

1994年にL'Arc〜en〜Cielとして、城島がパーソナリティを務めていたラジオ番組『城島茂のTOKIO CLUB』へゲスト出演したことがきっかけで、親交が始まったという。この当時は、tetsuyaと城島、さらに相川七瀬を交えた3人でよく会食していたという。こういった縁もあってか、L'Arc〜en〜Cielは1995年から1996年に開催したライヴでパートチェンジバンド、KIOTOとして、TOKIOの楽曲「LOVE YOU ONLY」をカバーしていた。
また、2004年には、音楽番組以外にあまり出演していなかったこの頃のtetsuyaとしては珍しく、城島が司会を務めるテレビ朝日系料理バラエティ番組『愛のエプロン』にゲスト出演している。さらに1997年から2014年まで長きに渡り、2人はMBSラジオにおいて同じ番組のパーソナリティを担当していた。
- 『前田浩志』（デザイナー）

(株)BONES GRAPHICSの代表を務めるアートディレクター。前田は、L'Arc〜en〜Cielが1996年に開催したライヴツアー「CONCERT TOUR '96〜'97 Carnival of True」のパンフレット制作を担当している。これ以降、前田はL'Arc〜en〜Cielのみならず、tetsuyaのソロワークスのアートディレクションなどにも携わるようになった。
tetsuya曰く、東京に上京したときに買ったインテリア雑誌で前田のことを初めて知ったといい、一緒に仕事をする前から同氏の仕事ぶりをリスペクトしていたという。そのためtetsuyaは、2012年に発表したインタビュー本において「前田さんからの影響はすごく大きい」と語っている。
- 『矢沢あい』（漫画家）

漫画『下弦の月』『NANA』の作者。tetsuya曰く、矢沢の作品『下弦の月』を友人にすすめられて読んだことがきっかけで、同氏のことを知ったという。その後知り合いを通じ、矢沢との交流が始まっている。交流が始まって以降、tetsuyaは2005年に漫画『NANA』のトリビュートアルバム『LOVE for NANA 〜Only 1 Tribute〜』に参加したり、2011年にソロ名義で発表した楽曲「lonely girl」の作詞を矢沢に依頼している。ちなみに、tetsuyaは名前だけではあるが、漫画『NANA』に登場したことがある。

## 出演

### ラジオ
※レギュラー、パーソナリティ出演のみ記載
現在
- てっちゃんねる（ニコニコチャンネル、2016年9月1日 - ）

過去
- オレたちやってま〜す（MBSラジオ、1997年 - 1999年）
- ゴチャ・まぜっ!月曜日（MBSラジオ、2005年 - 2014年）
- やきぐりバンバンコンマ3（MBSラジオ、2009年）
- パックンたまご（MBSラジオ、2010年 - 2014年）
  - われらイマドキッ!〜DOKODOKI商品研究所〜（MBSラジオ、2010年）
- アッパレやってまーす!水曜日（MBSラジオ、2014年4月2日 - 2016年3月30日）
- アッパレやってまーす!月曜日（MBSラジオ、2016年4月4日 - 2017年4月3日）
- サプライズマンデー L'Arc〜en〜Ciel TETSUYAの「これから、何する？」（TOKYO FM、2017年7月3日）
- イマドキッ（MBSラジオ、2017年4月27日 - 2023年10月11日）

### 映画
- MOON★DREAM （2013年、カメオ出演）